# Leer (stad)

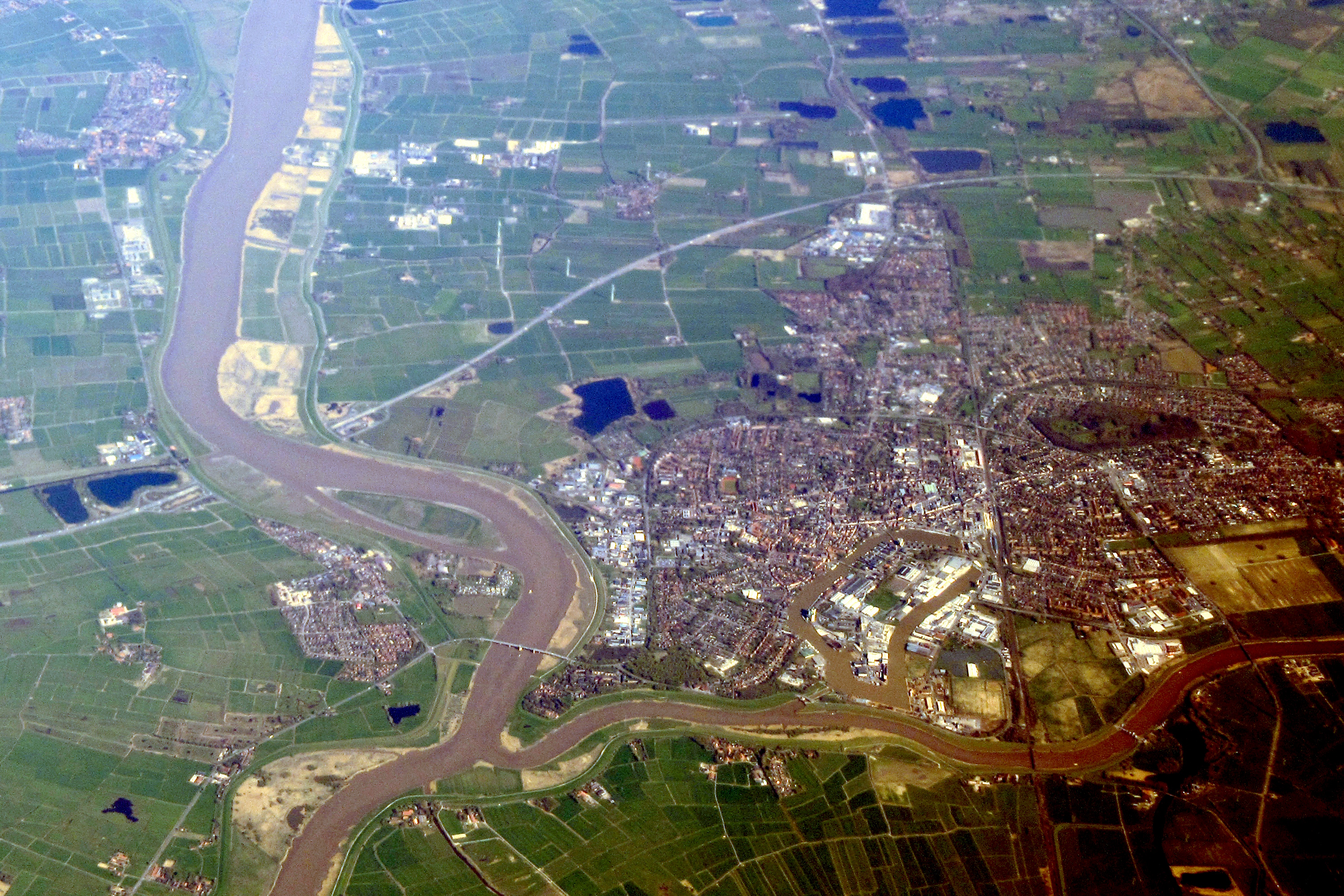
Leer

Leer is een gemeente in Oost-Friesland gelegen in de Duitse deelstaat Nedersaksen. Het is tevens de kreisstadt van het gelijknamige Landkreis. De stad telt 34.958 inwoners en heeft de status van selbständige Gemeinde.
De inwoners van Leer noemen zichzelf Leerders (in het plaatselijke dialect en in het Gronings dialect) of Leeraner, in het standaard Duits.

## Geografie en infrastructuur

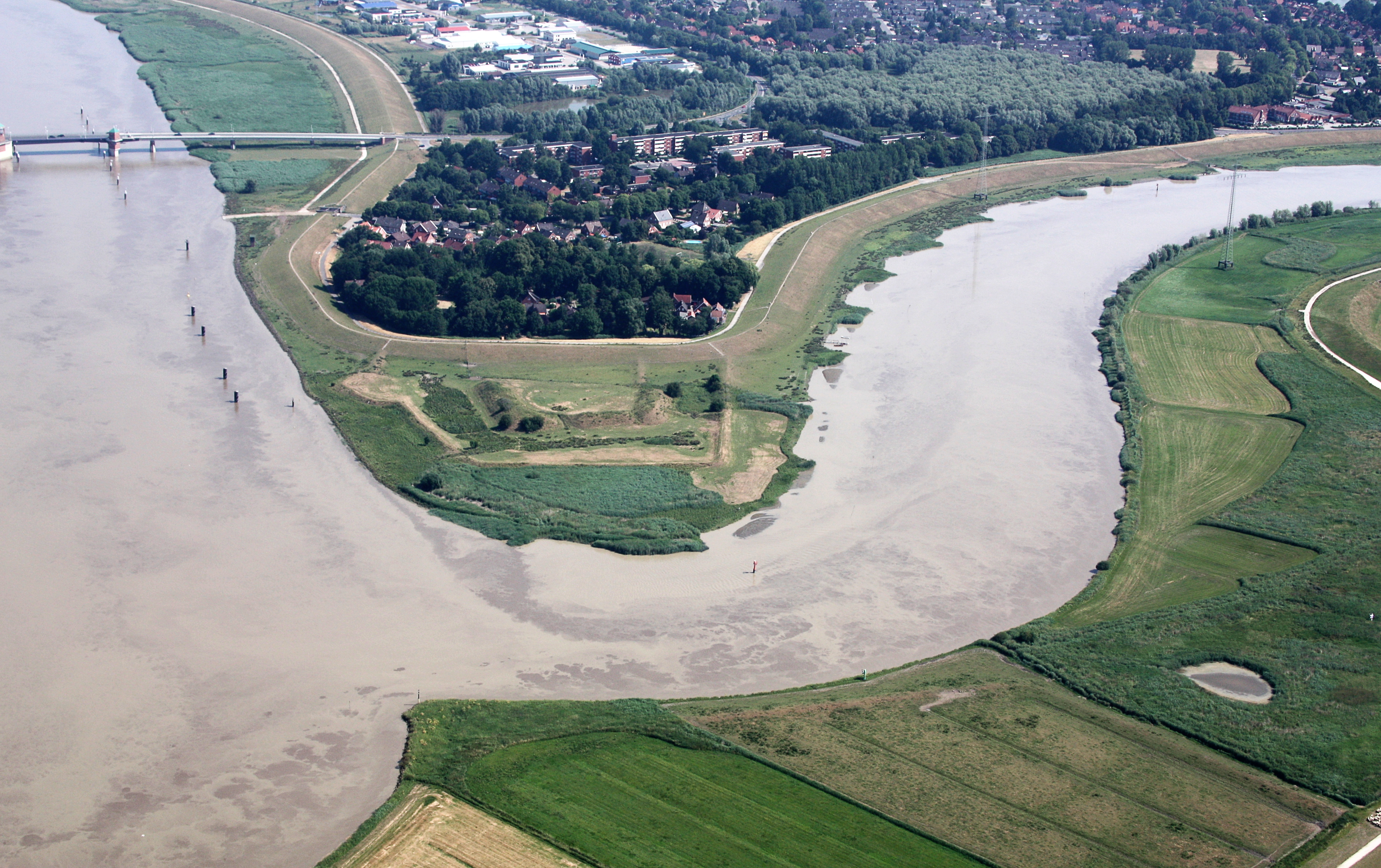
Monding van de Leda (rechts) in de Eems bij de ruïne van fort Leerort

Leer ligt in de regio Oost-Friesland. De stad is oorspronkelijk ontstaan aan de noordkant van de rivier de Leda, dicht bij de monding van de Jümme daarin, maar is geleidelijk uitgebreid tot aan de oevers van de Eems. Hierdoor is Leer ook voor zeeschepen bereikbaar.
Bij Leer ligt een grote spuisluis (Sperrwerk) in de Leda.

### Naburige gemeentes
Zie ook de plattegrond in het kader.
- Samtgemeinde Hesel (Holtland en Brinkum)
- Samtgemeinde Jümme (Nortmoor en Detern)
- Rhauderfehn
- Westoverledingen
- Weener
- Jemgum
- Moormerland

### Infrastructuur

Kaart (2017) van de infrastructuur in Oost-Friesland

Leer noemt zichzelf de poort van Oost-Friesland, vanwege de infrastructurele verbindingen in alle windrichtingen.

#### Wegverkeer

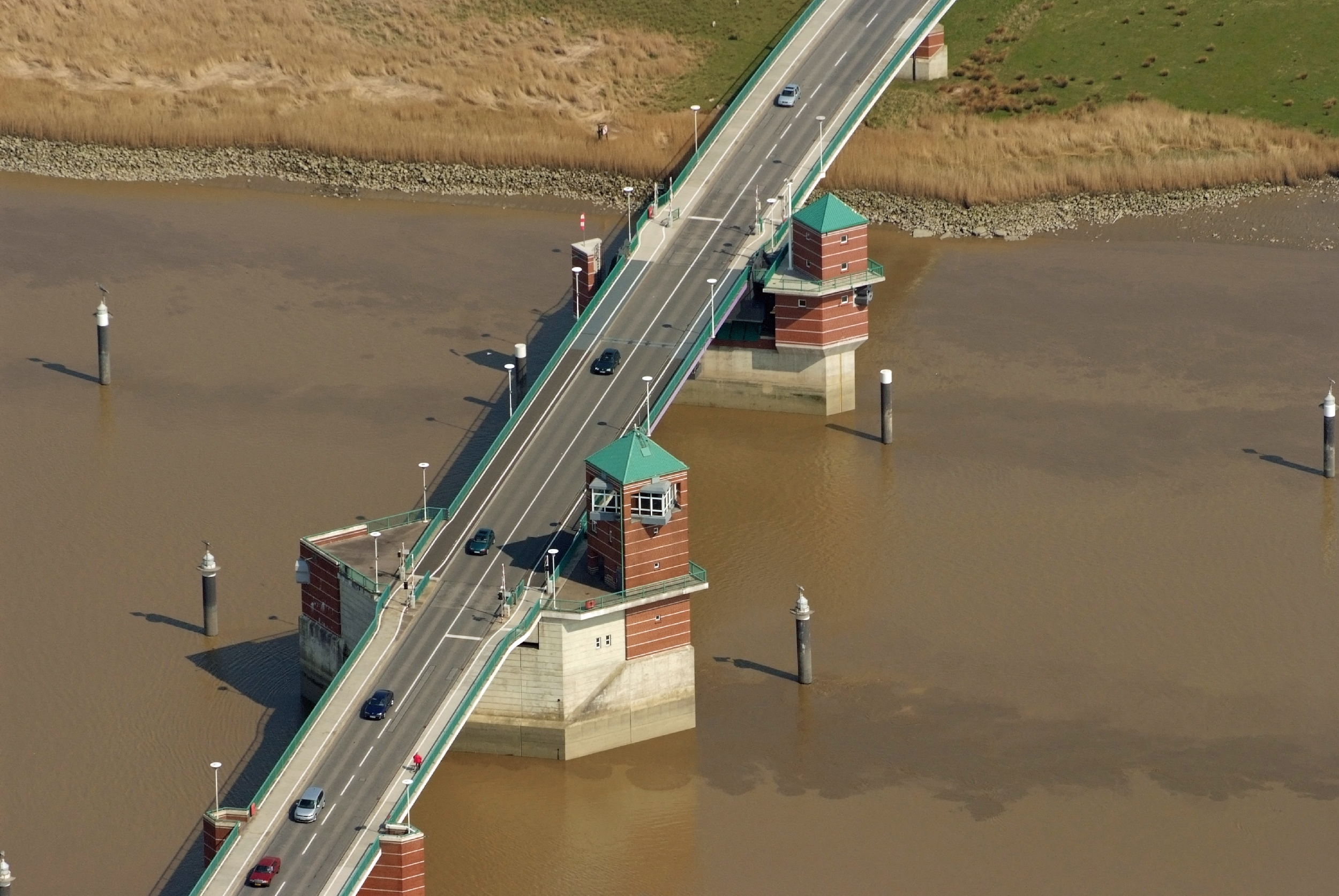
Brug over de Eems

- Bij Leer begint de Autobahn A28 via Oldenburg en Delmenhorst naar Stuhr, dicht bij de stad Bremen. Deze loopt er samen met de Autobahn A31 van Emden, die oostelijk van de Nederlandse grens naar Bottrop in het Ruhrgebied loopt.
- Een regionale uitvalsweg zuidwaarts is de Bundesstraße 70. Ten noorden van Leer ligt Dreieck Leer, waar de Autobahn A31 naar Emden noordwaarts en Papenburg zuidwaarts en de A28 naar Oldenburg elkaar kruisen.

Andere wegen lopen van Leer naar Aurich, en via Weener (Bundesstraße 436) naar Winschoten in de Nederlandse provincie Groningen. In de B 436 ligt een brug over de Eems tussen de stad zelf en stadsdeel Bingum. Deze Jann-Berghaus-Brücke, genoemd naar Jann Berghaus (1870–1954), een regionaal politicus, is een grote en hoge basculebrug. Ze kan opgehaald worden, als een door de Meyer Werft te Papenburg afgebouwd groot schip de Eems af naar zee moet varen.

#### Openbaar vervoer

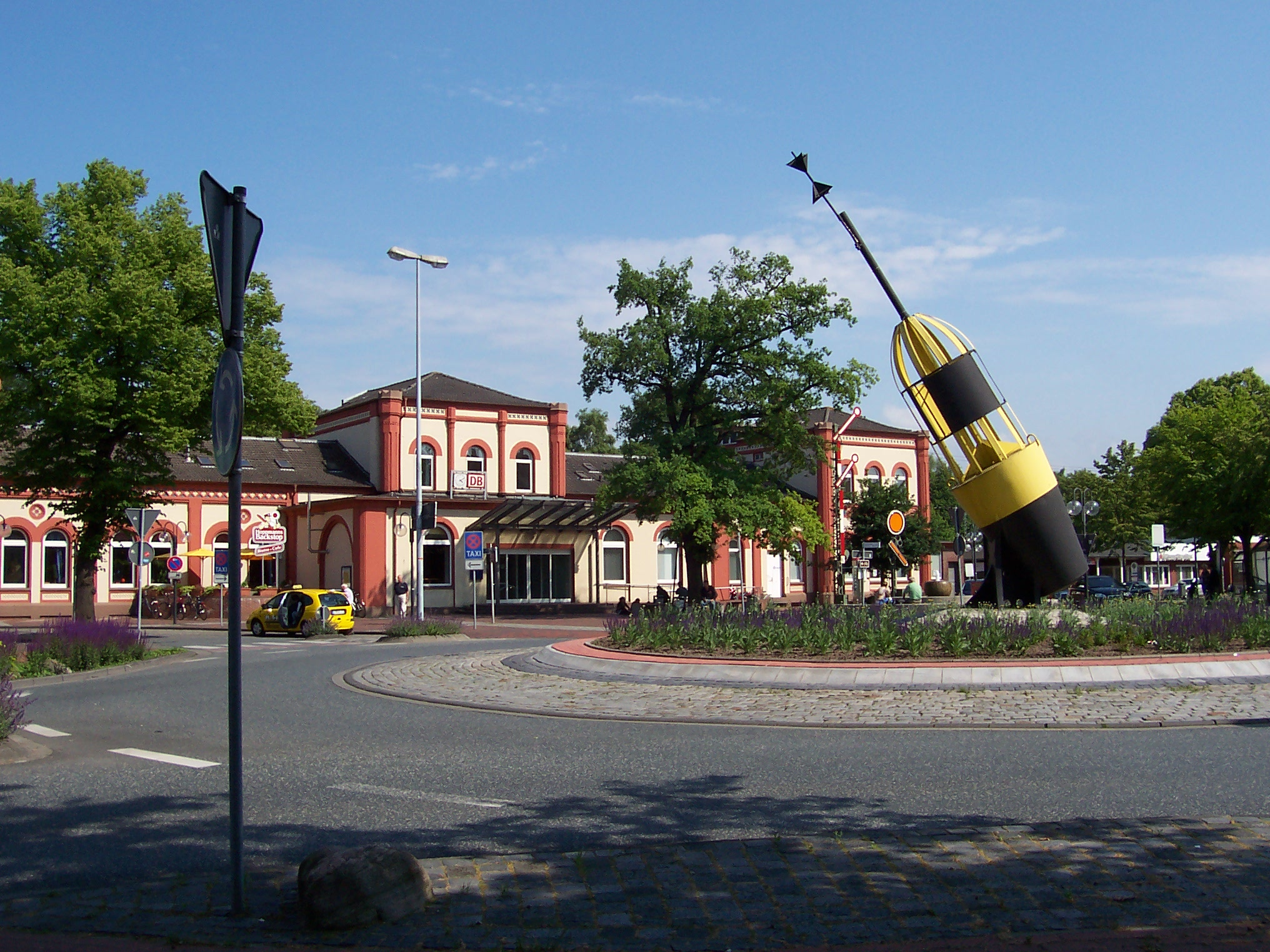
Station Leer

- De stad heeft een station (Bahnhof Leer (Ostfriesl)) aan de spoorlijn Münster -Emden. In dit station sluit de spoorlijn Oldenburg - Leer aan op de doorgaande spoorlijn Hamm - Emden, waardoor Leer treinverbindingen heeft met Norddeich (via Emden), met Münster en Keulen (via Rheine) en met Bremen en verder (via Oldenburg).
- Sinds 8 november 2006 is er weer een rechtstreekse spoorverbinding van Arriva van station Leer met Groningen via de spoorlijnen Hamm - Emden, Ihrhove - Nieuweschans en Nieuweschans - Groningen. Voor die tijd was een overstap noodzakelijk in station Bad Nieuweschans. Sinds december 2015 is deze treindienst (de Wiederline) tot aan op z'n vroegst eind 2025 bij Weener onderbroken doordat de Friesenbrücke over de Eems door een uit de koers geraakt schip onherstelbaar werd beschadigd. Tot zolang worden treinvervangende bussen ingezet. Zie ook: Westoverledingen.
- Leer heeft een tamelijk frequente snelbusverbinding met de stad Aurich. In de stad rijdt één stadsbuslijn tussen diverse stadsdelen en het centrum en spoorwegstation. Overig busvervoer is vooral gericht op vervoer van scholieren en forensen in de ochtendspits en 's middags in omgekeerde richting; veel buslijnen rijden vrijwel niet 's avonds en in het weekend.

#### Scheepvaart

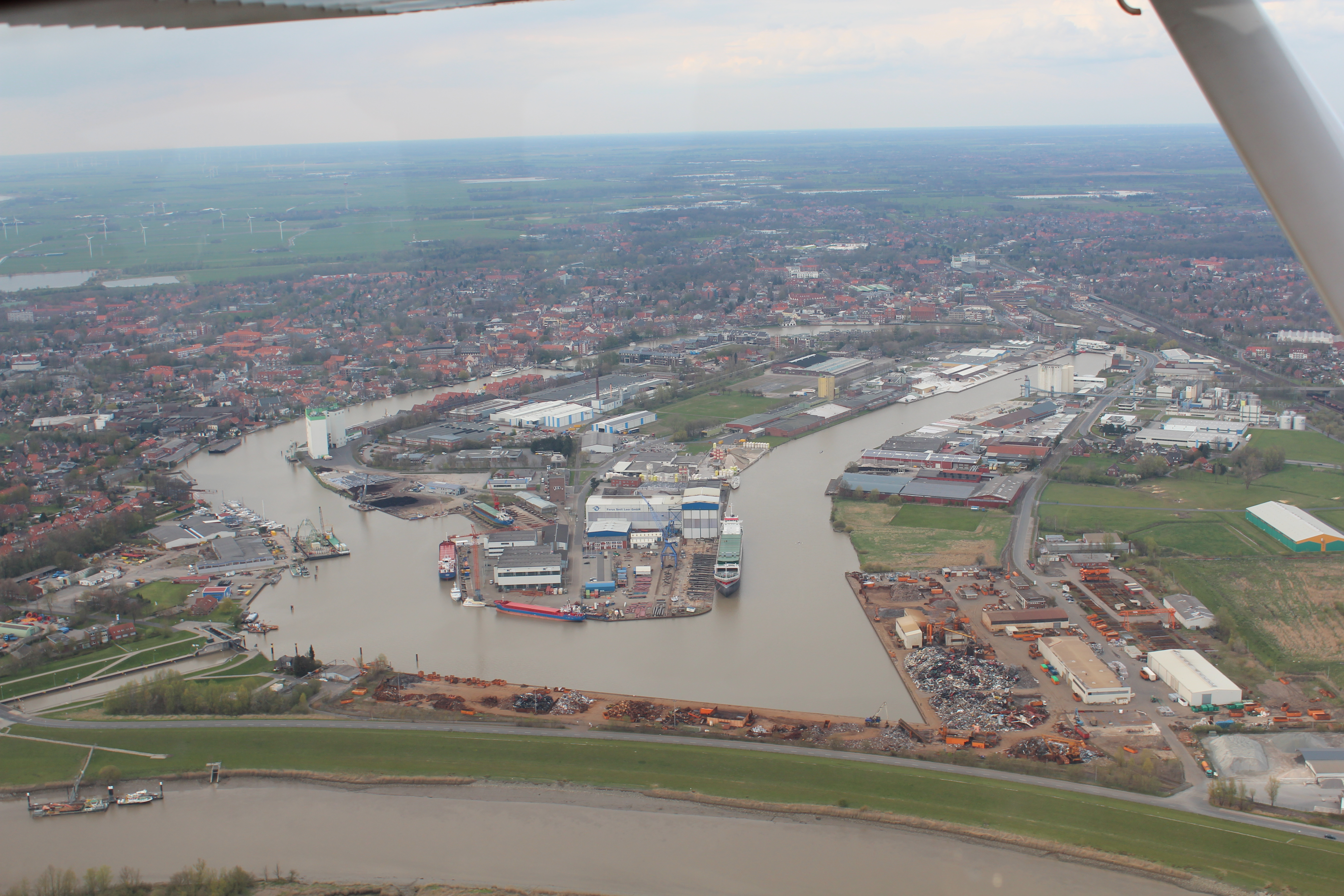
De haven van Leer. Op de voorgrond de Leda.

Leer heeft een uit verschillende gedeelten bestaande haven aan de Leda. Een gedeelte daarvan is een jachthaven, een ander gedeelte is een Museumshafen, waar enige historische, oude schepen aangemeerd liggen; het grootste gedeelte is echter een haven voor de commerciële vrachtscheepvaart. De binnenhaven kan binnenvaart- en kleine zeeschepen ontvangen tot 140 meter lengte en met maximaal 6 meter diepgang. Ze ligt 52 zeemijlen van de Eemsmonding verwijderd.
In de haven worden vooral bulkgoederen, maar ook veel schroot voor verwerking in de metaalindustrie overgeslagen.
In de stad zijn talrijke kleine rederijen gevestigd.

#### Overig

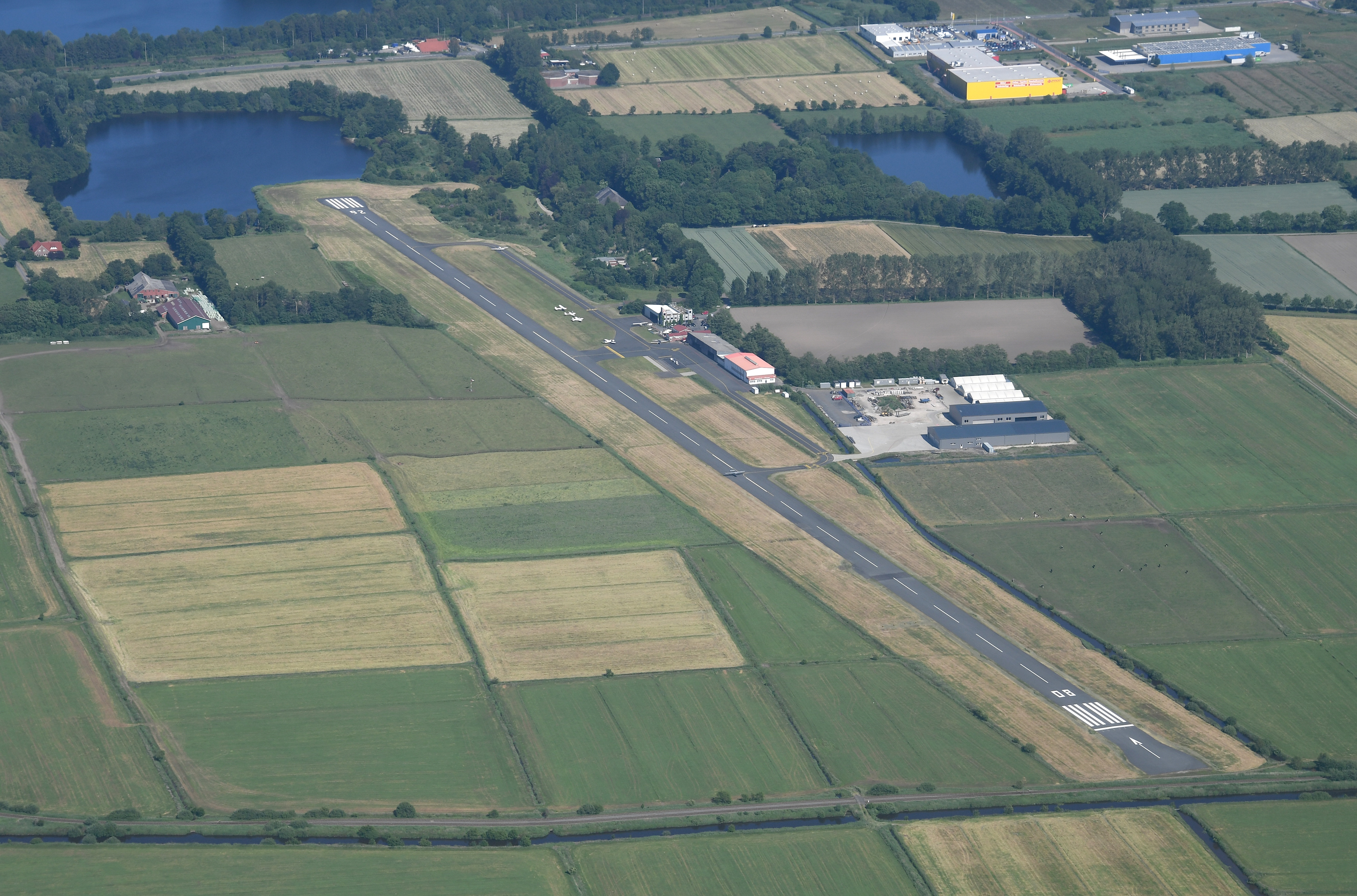
Vliegveld Leer-Papenburg
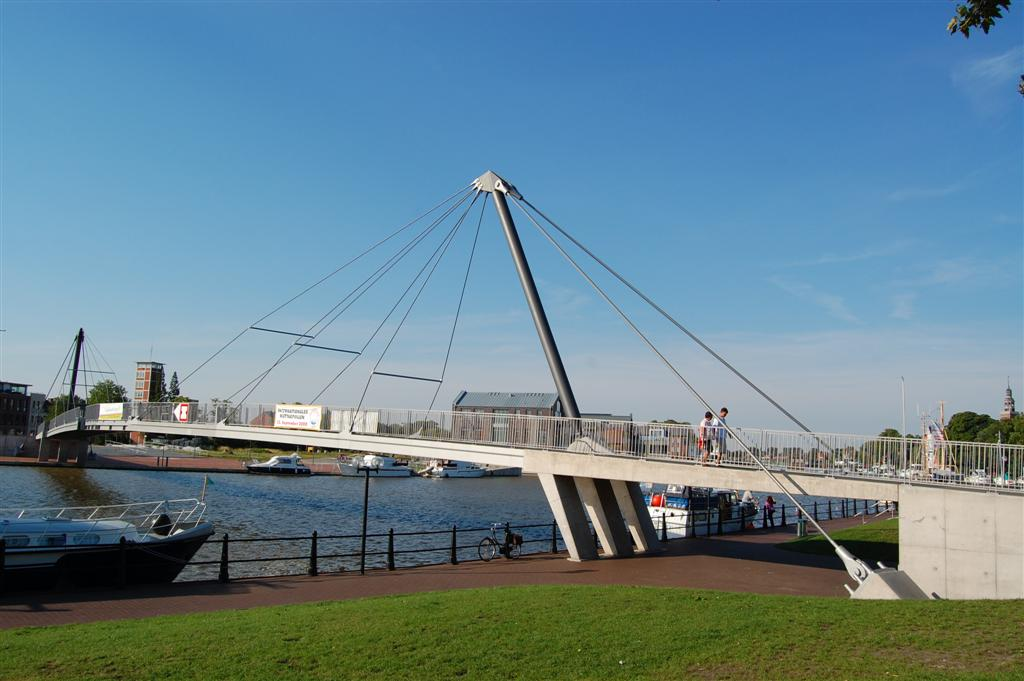
Voetgangersbrug

Door Leer loopt de Europese toeristische wandelroute E9, plaatselijk ook bekend als Ostfrieslandweg. De stad beschikt, o.a. op het tracé van een opgebroken spoorlijntje, over enige langeafstands-fietspaden.
Leer heeft sedert 1970 in stadsdeel Nüttermoor, 4½ km ten noorden van de binnenstad, een klein vliegveld, Flugplatz Leer-Papenburg. Het vliegveld heeft een in 2002 aangelegde geasfalteerde start- en landingsbaan van 1200 meter lang en 20 meter breed, en een taxibaan. Het wordt niet alleen door helikopters, voor de zweefvliegsport en door kleine sport- en hobbyvliegtuigjes gebruikt, maar ook frequent door kleine en middelgrote vrachtvliegtuigen. Deze vervoeren goederen o.a. voor de Meyer-scheepswerf te Papenburg en voor de Volkswagen-autofabriek te Emden.

## Bestuurlijke indeling

De stadsdelen van Leer
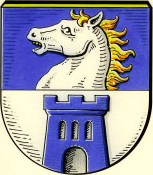
Dorpswapen van Heisfelde

De gemeente bestaat uit negen stadsdelen, die overeenkomen met de gemeentelijke indeling van voor de herindeling van 1971. De gemeente breidde zich toen fors uit en beslaat sindsdien ook een deel van het Reiderland en van het Overledingerland. De stadsdelen zijn:
- Bingum (Reiderland)
- Heisfelde, vooral bestaande uit na de Tweede Wereldoorlog gebouwde woonwijken (plm. 6.000 à 7.000 inwoners)
- Hohegaste, een dunbevolkt gehucht ten westen van de stad, met slechts 100 à 200 inwoners
- Leer (kernstad)
- Leerort
- Loga
- Logabirum
- Nettelburg, een in het Overledingerland gelegen gehucht ten zuiden van de Leda met slechts ongeveer 100 inwoners
- Nüttermoor

### Bevolking buitendorpen
- Bingum 1503 inwoners (2005)
- Logabirum 1269 inwoners (2005)
- Nüttermoor 265 inwoners (2017)
- Leerort 119 inwoners (2005)
- Nettelburg 95 inwoners (2005)

Loga en Heisfelde zijn vastgegroeid aan Leer en functioneren als wijken van de stad.

## Economie
In de stad zijn talrijke kleine rederijen gevestigd.
De grootste werkgever van Leer is het reeds in 1806 gestichte Bünting-concern, dat vooral bekend is om de handel in Oostfriese thee. Het concern bezit in de binnenstad een theemuseum. Bünting beschikt bij de stad Leer over een groot theepakhuis. Het concern handelt ook in elektrische apparaten voor thuisgebruik, zoals stofzuigers, tv-toestellen en koelkasten. Daarnaast behoren drie regionale supermarktketens tot het concern.
Nabij de haven en de afritten van de autosnelwegen zijn enkele grote industrieterreinen aanwezig, waar talrijke kleine en middelgrote logistieke bedrijven, fabrieken en handelsondernemingen (50-400 werknemers) gevestigd zijn.
Jürgen Ahrend Orgelbau is een kerkorgelbouw- en restauratiebedrijf in Leer-Loga, dat een goede reputatie heeft en ook orgels in het naburige Nederland restaureert. Zie o.a. de foto van het kerkorgel onder: Kerk van Oldersum.

### Dienstensector
De Bundeswehr heeft een kazerne, waar circa 800 soldaten zijn gelegerd. Dezen vormen het Kdo SES, voluit: Kommando Schnelle Einsatzkräfte Sanitätsdienst, snel overal inzetbare hospikken en andere hulpverleners.
Het plaatselijke ziekenhuis is één der belangrijkste werkgevers van de stad. Dit (rooms-katholieke) Borromäus Hospital heeft 256 bedden en circa 650 personeelsleden.
De stad heeft een eigen regionaal dagblad, de Ostfriesen-Zeitung (oplage in 2021: ruim 29.000 stuks).

## Geschiedenis

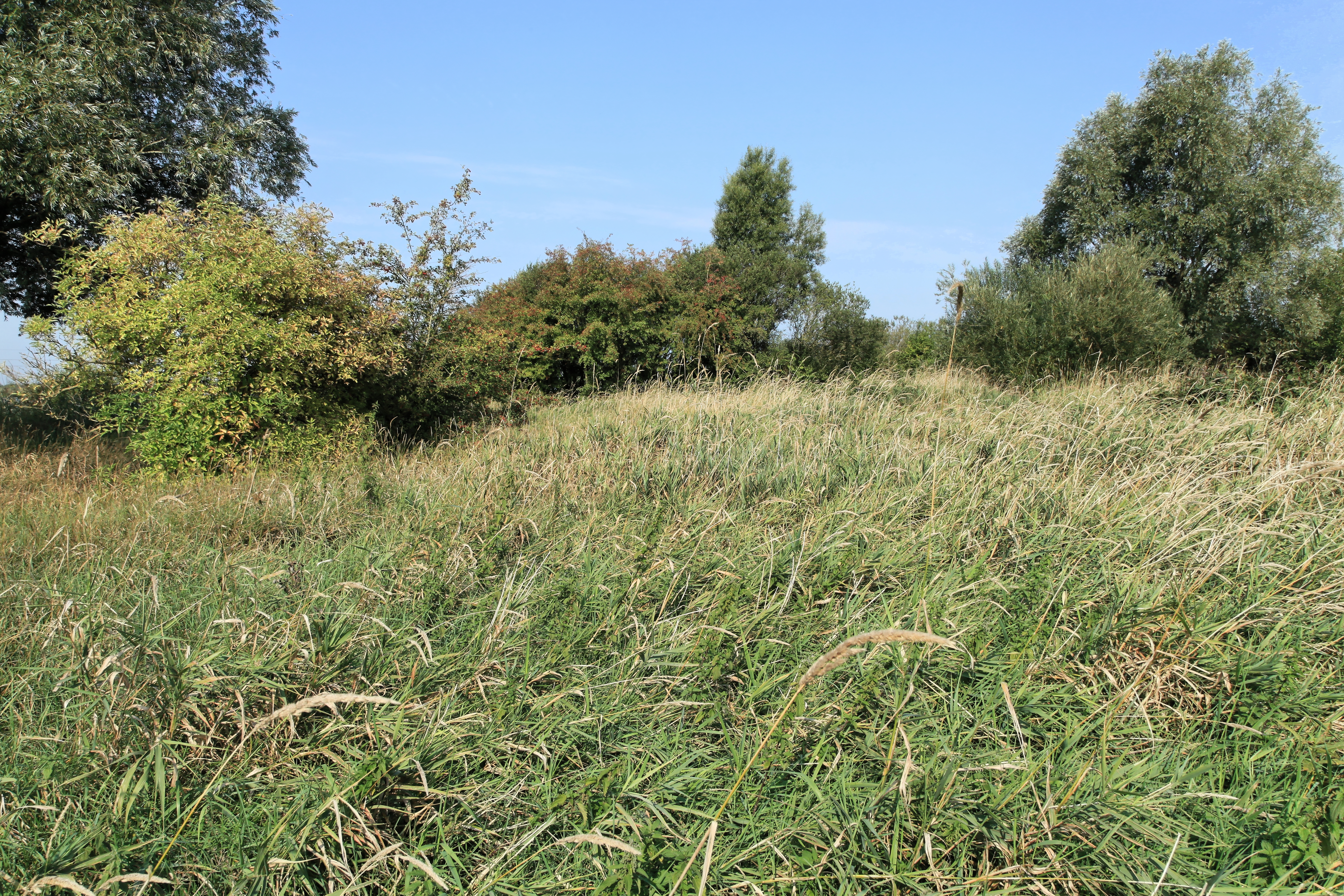
Westerhammrich
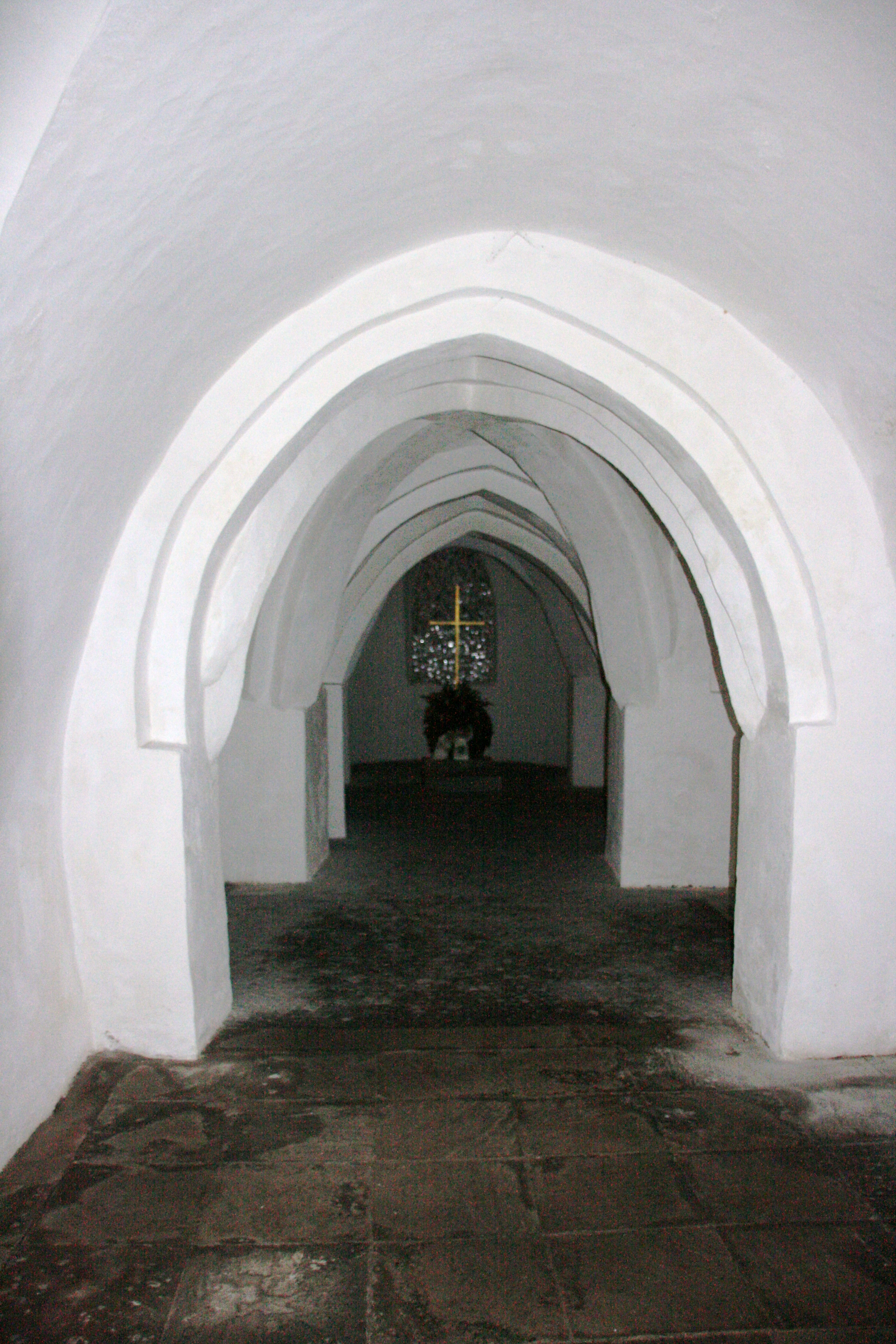
Crypte van de voormalige Ludgerkerk
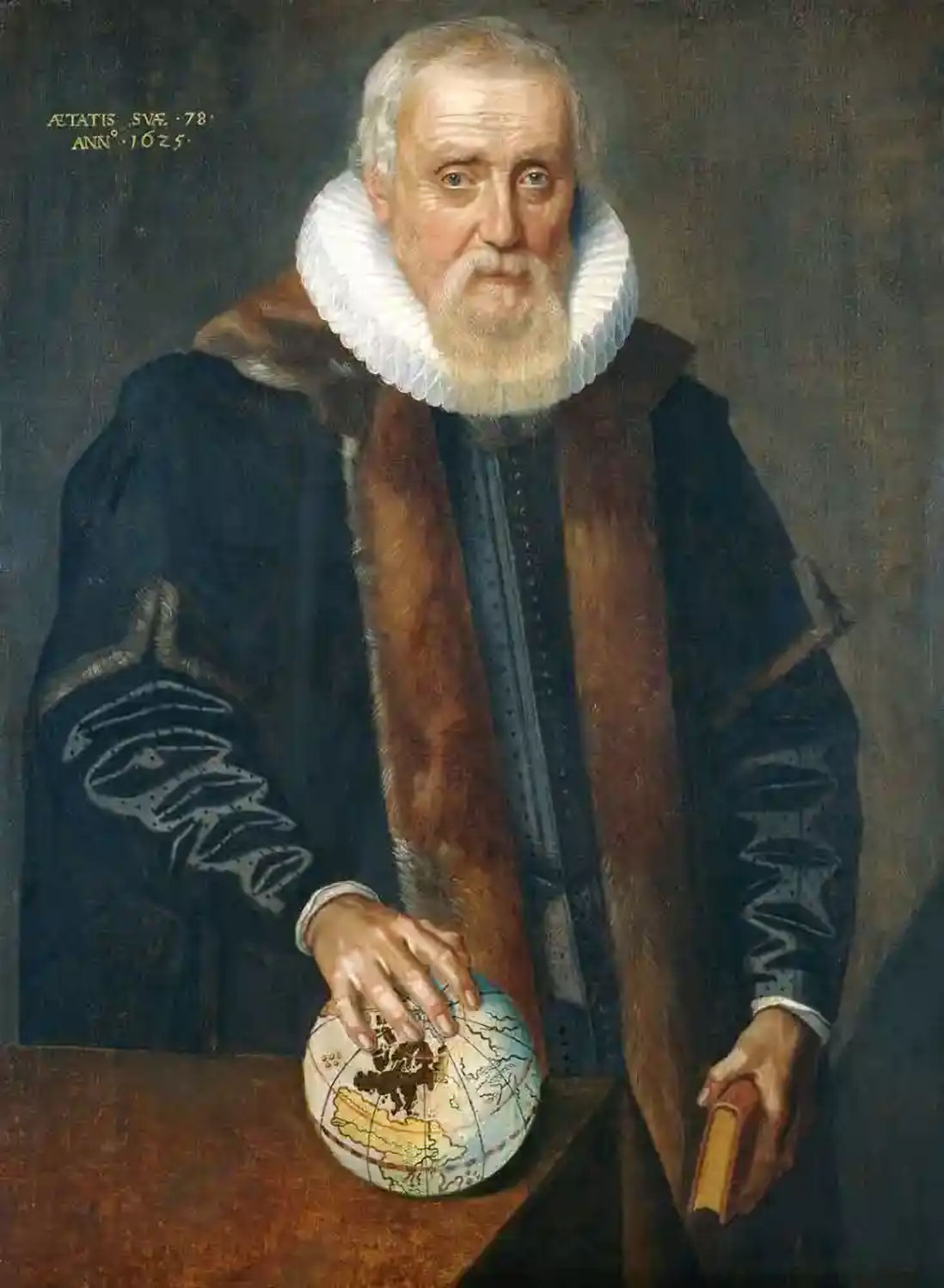
Ubbo Emmius
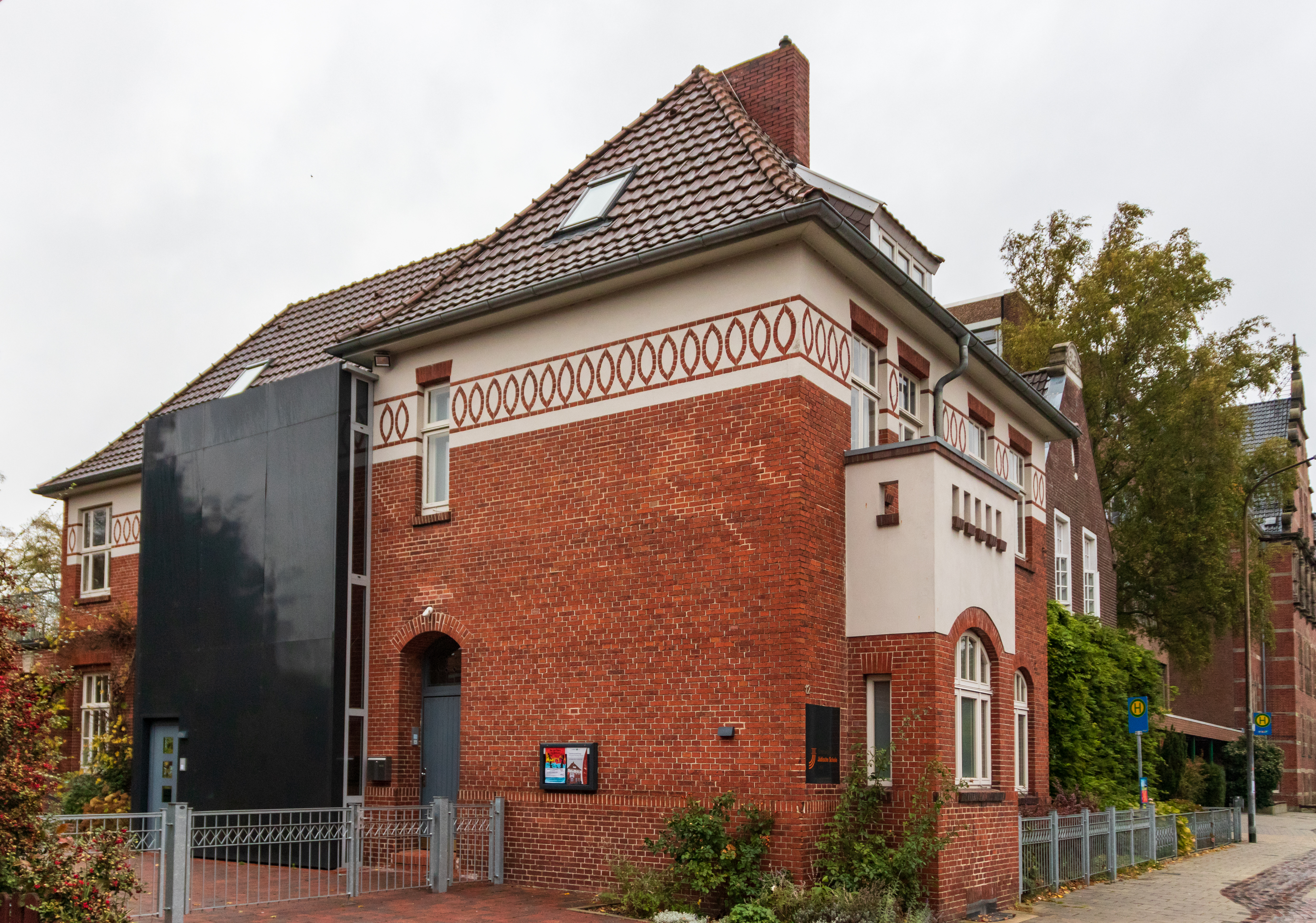
Voormalige joodse lagere school (1909), informatie- en herdenkingscentrum over het joodse leven te Leer

Tussen 1992 en 1997 werden bij archeologische opgravingen op de locatie Westerhammrich in de gemeente Leer sporen van de Haveltecultuur uit de Jonge Steentijd (2900-2700 v.Chr.) ontdekt. Ook zijn daar bewoningssporen uit de late IJzertijd, en van de Romeinen aangetroffen, waaronder een fragment van een beeldje van de Romeinse oorlogsgod Mars.
In de 8e eeuw is hier een terp opgeworpen door Germanen, wellicht Friezen of Saksen. Het christendom werd hier in 791 gebracht door de missionaris Liudger, die er namens het Klooster Werden een kapel liet bouwen. Rond 1200 werd op de plek van de huidige gereformeerde begraafplaats de Ludgerkerk gebouwd, waarvan alleen de crypte bewaard bleef.
In de tijd van de Friese Vrijheid (14e-15e eeuw) was Leer de machtsbasis van de bekende hoofdeling Fokko Ukena, die resideerde in het Steenhuis Bunderhee. In 1435 werd deze verdreven door de Cirksena's, die in 1435 de vesting Leerort lieten bouwen. Graaf Edzard de Grote verleende Leer, dat een economisch tegenwicht tegen Groningen moest gaan vormen, in oktober 1508 het marktrecht. Te Leer, in de omgeving waarvan veel vlas werd verbouwd, ontstond een levendige handel in laken. Na de Saksische Vete (1514-1517) moest Edzard de Grote zijn aanspraken op Groningen laten varen. In de jaren daarna verleende hij Leer nog een aantal rechten op jaarmarkten.
Rond 1525 begon in Leer de reformatie met een beeldenstorm tegen rooms-katholieke religieuze voorwerpen. De calvinisten verwierven de overhand te Leer; Logabirum werd in de 16e eeuw een centrum van de lutheranen. Tijdens de Gelderse Vete werd Leer na de Slag bij Jemmingen (1533) door troepen van Balthasar van Esens geplunderd en in brand gestoken. Kort daarna volgde merkwaardigerwijze een economische opbloei, door de toevloed van Nederlandse vluchtelingen (vanaf 1534 mennonieten, vanaf 1566 calvinisten), onder wie veel rijke kooplieden. De stad werd in oostelijke richting, naar de Leda-oever toe, uitgebreid, en verwierf het waagrecht. Van 1588 tot 1594 was de beroemde geleerde Ubbo Emmius rector van de Latijnse School te Leer.
In het begin van de 17e eeuw vestigden zich te Leer de eerste joden. Velen van hen werden later welvarend in de veehandel. Vanaf de Dertigjarige Oorlog tot en met de 18e eeuw werd Leer regelmatig in verband met oorlogen elders door buitenlandse troepen bezet en ofwel geplunderd, ofwel tot het betalen van hoge bezettingskosten (contributies) gedwongen, waardoor de bevolking regelmatig in grote armoede verviel. Leer had ook te lijden onder de Emder Stapelzwang, het feit, dat de concurrerende stad Emden het stapelrecht voor de scheepvaart op de Eems bezat. Vanaf 1744 behoorde Leer tot het Koninkrijk Pruisen. Tijdens de Zevenjarige Oorlog (1756-1763) werd Leer in 1761 door bondgenoten van de Fransen ingenomen en geplunderd. Na het eind van die oorlog werd het herstel van Leer krachtig bevorderd door de Pruisische koning Frederik de Grote. De textielnijverheid kwam in de late 18e eeuw tot een kortstondige bloei.
Na de Napoleontische tijd, waarin de stad van 1806-1810 in het Koninkrijk Holland had gelegen, werd de stad deel van het Koninkrijk Hannover, van 1866-1871 weer Pruisisch en vanaf 1871 deel van het Duitse Keizerrijk. De Britse koning George IV, die ook koning van Hannover was, verleende Leer in 1823 officieel stadsrechten. In 1856 verkreeg Leer aansluiting op het spoorwegnet en in 1861 een voor die tijd modern droogdok. De haven van Leer was in die tijd belangrijker dan die van Emden, die onder verzanding te lijden had. In de decennia tot 1914 volgde een gestadige uitbreiding van de infrastructuur en verbetering van waterwerken. Er vestigde zich een gevarieerde en bloeiende industrie in uiteenlopende bedrijfstakken.
De Novemberrevolutie, die in 1919 leidde tot het uitroepen van de Republiek van Weimar, verliep te Leer vreedzaam. Het nationaalsocialisme, dat in 1933 onder Adolf Hitler de leidende politiek werd, had te Leer relatief veel aanhangers. Negentig procent van de joden uit Leer overleefde de jodenvervolging en -uitmoording door de nazi's niet. In 1938 werd de synagoge van de stad verwoest. Aan het eind van de Tweede Wereldoorlog, van 24-29 april 1945, werd Leer, waar Duitse troepen bruggen over de Eems en de Leda hadden opgeblazen, na zware strijd (ca. 400 burgerslachtoffers) door de geallieerden veroverd.
Kort na de oorlog groeide de bevolking van de stad met circa 25% door de immigratie van Heimatvertriebene. In de jaren 1950 groeide de industrie en de werkgelegenheid, o.a. door de vestiging van een filiaal van de schrijfmachinefabriek Olympia en de groei van de Jansen-scheepswerf. Deze bedrijven moesten in 1985, respectievelijk 1987 de poorten sluiten, wat tot plotselinge grote werkloosheid leidde. Deze werd nog in de jaren 1980 gecompenseerd door de vestiging in Leer van talrijke kleine rederijen.

## Politiek

### Samenstelling gemeenteraad
De gemeenteraad bestaat uit 38 gekozen leden, plus een zetel voor de gekozen burgemeester. De raad is sinds de verkiezingen in september 2021 als volgt samengesteld:
| Partij                | Zetels |
| --------------------- | ------ |
| SPD                   | 15     |
| CDU                   | 8      |
| Bündnis 90/Die Grünen | 8      |
| Lokale lijsten        | 2      |
| AfD                   | 2      |
| Linke                 | 1      |
| FDP                   | 2      |
| Burgemeester1         | 1      |

1 De burgemeester is ambtshalve lid van de raad

### Burgemeester
De laatste burgemeestersverkiezingen waren in 2021. In Nedersaksen geldt voor de burgemeester een ambtsperiode van acht jaar. In 2021 werd met ruim 53% van de stemmen als burgemeester Claus-Peter Horst (partijloos) gekozen. De heer Horst werd door een van de lokale lijsten, de Grüne en de SPD gesteund.

### Justitie

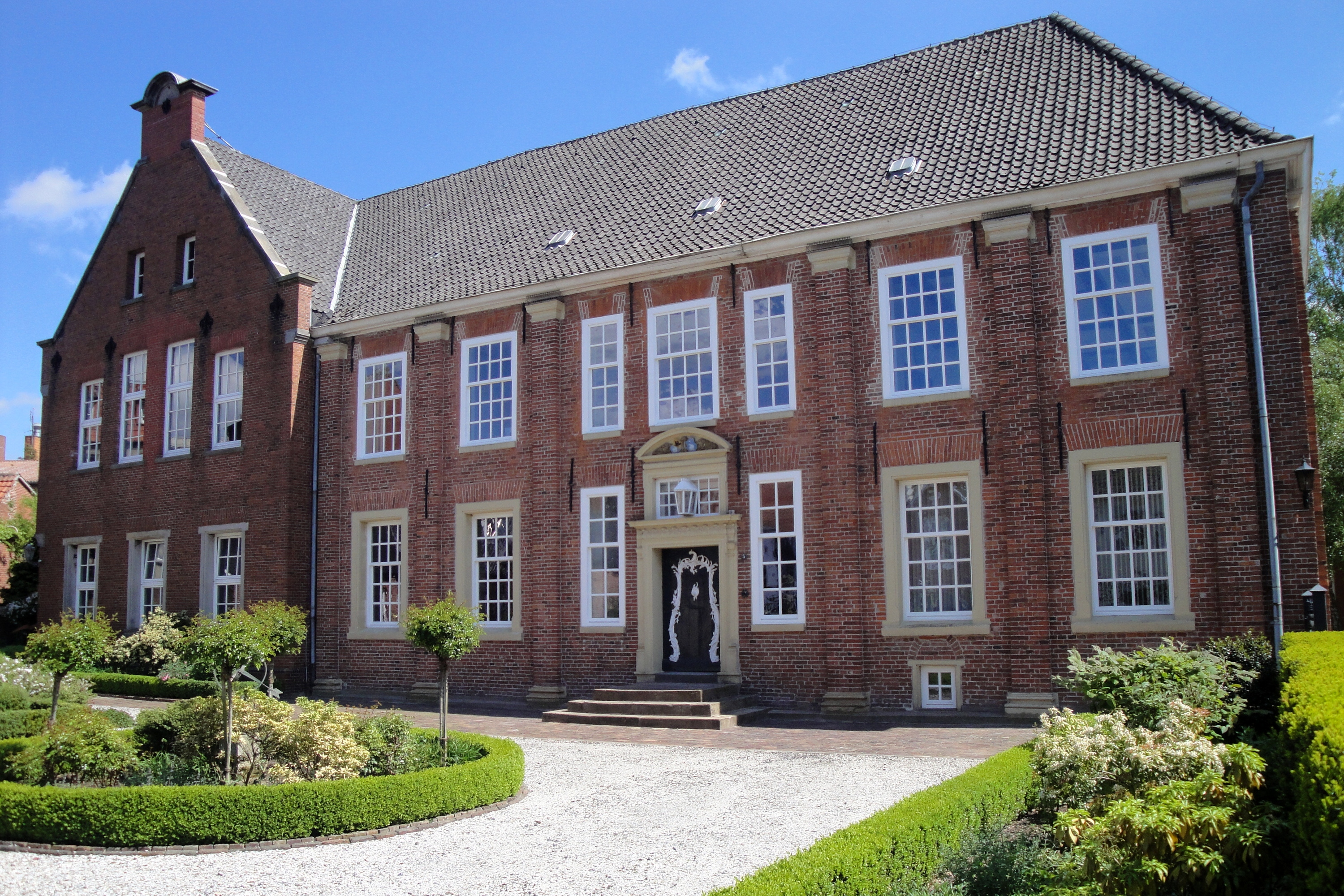
Amtsgericht, gevestigd in een gebouw uit 1720

De stad is zetel van een Amtsgericht. Het rechtsgebied komt overeen met het Landkreis Leer. Beroepsinstantie is het Landgericht in Aurich, voor familiezaken het Oberlandesgericht in Oldenburg.

## Toerisme, recreatie, bezienswaardigheden
- In de gemeente staan talrijke oude kerken:
  - De evangelisch-lutherse Lutherkerk dateert van 1675 en bezit een belangrijk orgel van Jürgen Ahrend.
  - De Grote Kerk dateert van 1787 en is bij de calvinistische Evangelisch-Gereformeerde Kerk in gebruik.
  - De rooms-katholieke Sint-Michaëlkerk dateert van 1775.
  - De eenvoudige, doopsgezinde Mennonietenkerk dateert uit 1825 en is gebouwd in de stijl van het classicisme.
  - De neogotische Friedenskirche is een markant gebouw in stadsdeel Loga. Het in 1891 gebouwde godshuis is bij de evangelisch-lutherse gemeente van dit dorp in gebruik.
  - De Matteuskerk (Bingum) en de kerk van Logabirum zijn middeleeuwse kerkjes in de bij de gemeente Leer behorende dorpen. Ook de uit 1200 daterende, gereformeerde, Sint-Pieterskerk te Nüttermoor, die in de 20e eeuw ingrijpend moest worden gerestaureerd, is architectonisch interessant.
- In de stad bevinden zich enkele 17e-19e-eeuwse huizen, die vanwege hun bouwstijl vaak Hollands aandoen, en die ten dele een museale functie hebben:
  - Het in 1643 van de huidige Hollandse gevel voorziene Haus Samson herbergt een wijnhandel; op de bovenverdiepingen zijn 18e- en 19e-eeuwse stijlkamers ingericht, die voor klanten van de wijnhandel vrij te bezichtigen zijn.
  - Het streekmuseum Heimatmuseum Leer aan de Neue Straße heeft een bovenregionaal belangrijke collectie archeologische vondsten uit Oost-Friesland. Het is gevestigd in twee 18e-eeuwse koopmanshuizen.
  - Het Bünting-theemuseum in een 19e-eeuws bedrijfspand in het stadscentrum behandelt de geschiedenis van en de gebruiken rond Oostfriese thee.
- In de gemeente staan enige historische kasteeltjes. Hieronder zijn de Harderwykenburg en de Haneburg in de binnenstad, alsmede de deels als museum ingerichte Evenburg bij Loga, die tot de belangrijkste culturele gebouwen van de gemeente behoort. De Philippsburg ligt eveneens bij Loga.
- De stad is een winkelhart voor de regio en voor de Nederlandse provincies Drenthe en Groningen.
- Door Leer loopt de Europese wandelroute E9, plaatselijk ook bekend als Ostfrieslandweg.
- Tussen afrit 11 (Leer-West) van de A31 en de Bundesstraße 436 bevindt zich in een grote hal het Leeraner Miniaturland, dat het midden houdt tussen Madurodam en een grote modelspoorbaan. Veel miniatuurversies van bekende gebouwen in Oost-Friesland, maar ook van Bourtange en de stad Berlijn[5] zijn hier te zien.
- Een belangrijk evenement in Leer is de jaarlijks medio oktober plaatsvindende Galli-Markt (kermis, braderie, volksfeest; op een andere locatie in de stad: veemarkt). Deze gaat terug op de verlening van het marktrecht aan de stad in 1508 door Edzard I van Oost-Friesland. Dit gebeurde op de sterfdag van Sankt Gallus (Gallus van Zwitserland) op 16 oktober. De Galli-Markt trekt honderdduizenden bezoekers per jaar.

## Sport
- Jaarlijks in de maand mei wordt in en om Leer een zesdaags hardloop-evenement gehouden, de Ossiloop. De zes etappes zijn in het algemeen iets meer dan 10 kilometer lang.
- Zoals overal in Oost-Friesland, zijn klootschieten en de Oost-Friese variant daarop, boßeln, zeer populaire sporten.
- De stad beschikt over een voetbalstadion met 5.000 plaatsen, het Hoheellern-Stadion. De VfL Germania Leer, die er zijn thuiswedstrijden speelt, is anno 2021 slechts een bescheiden amateurclub.

## Media
In Leer is een redactie gevestigd van het dagblad Ostfriesen-Zeitung, verder wordt ook het dagblad Rheiderland Zeitung uit Weener in de gemeente gelezen (met name in het dorp Bingum).
De Ostfriesen-Zeitung is het belangrijkste dagblad van Oost-Friesland, het bericht over de landkreisen Aurich, Wittmund, Leer en de stad Emden. De krant wordt uitgegeven door de ZGO (Zeitungsgruppe Ost-Friesland) die tevens eigenaar is van de Ostfriesische Nachrichten (Aurich), General-Anzeiger (Rhauderfehn) en de Borkumer Zeitung.

## Galerij

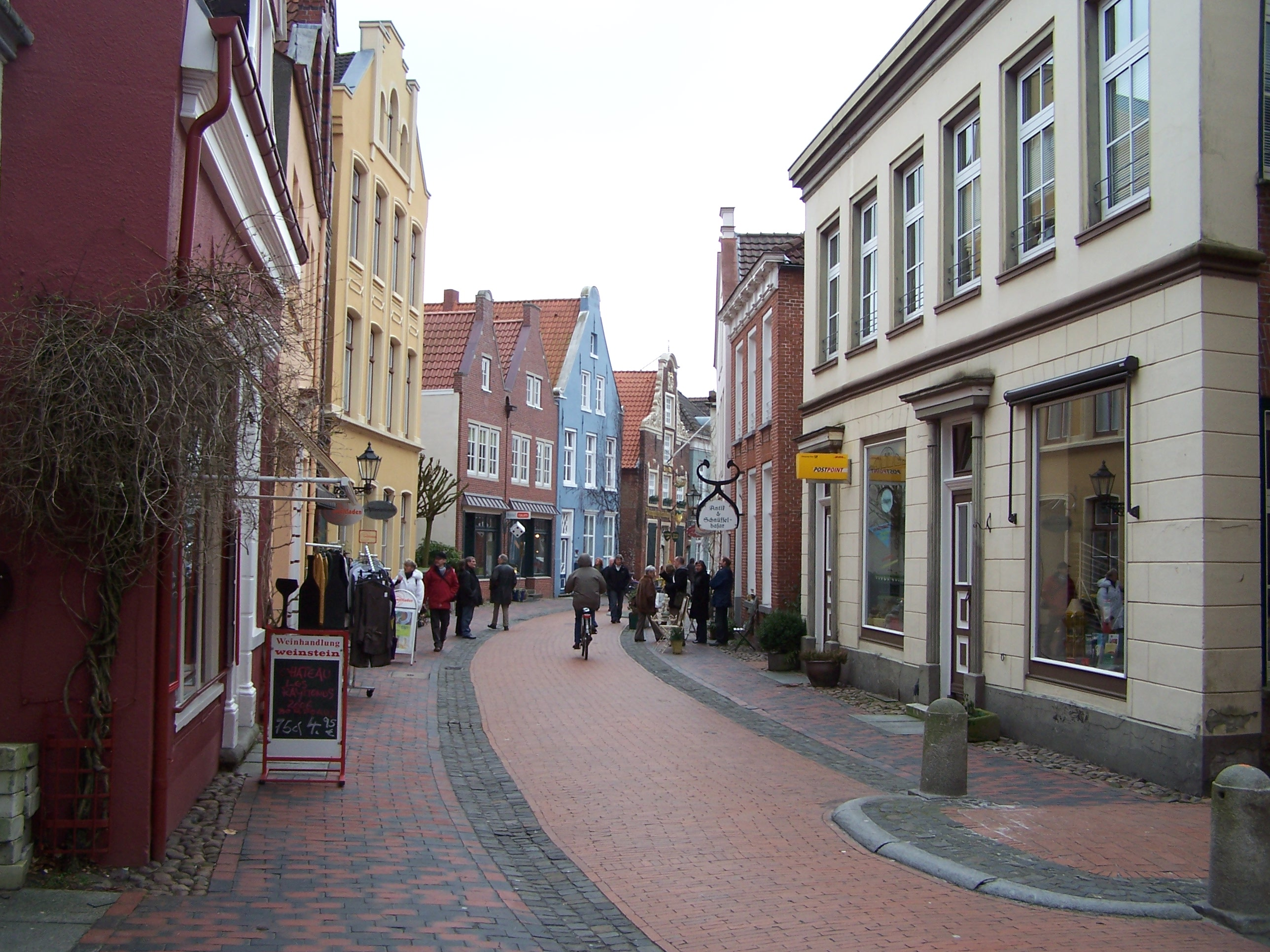
Straat in Leer
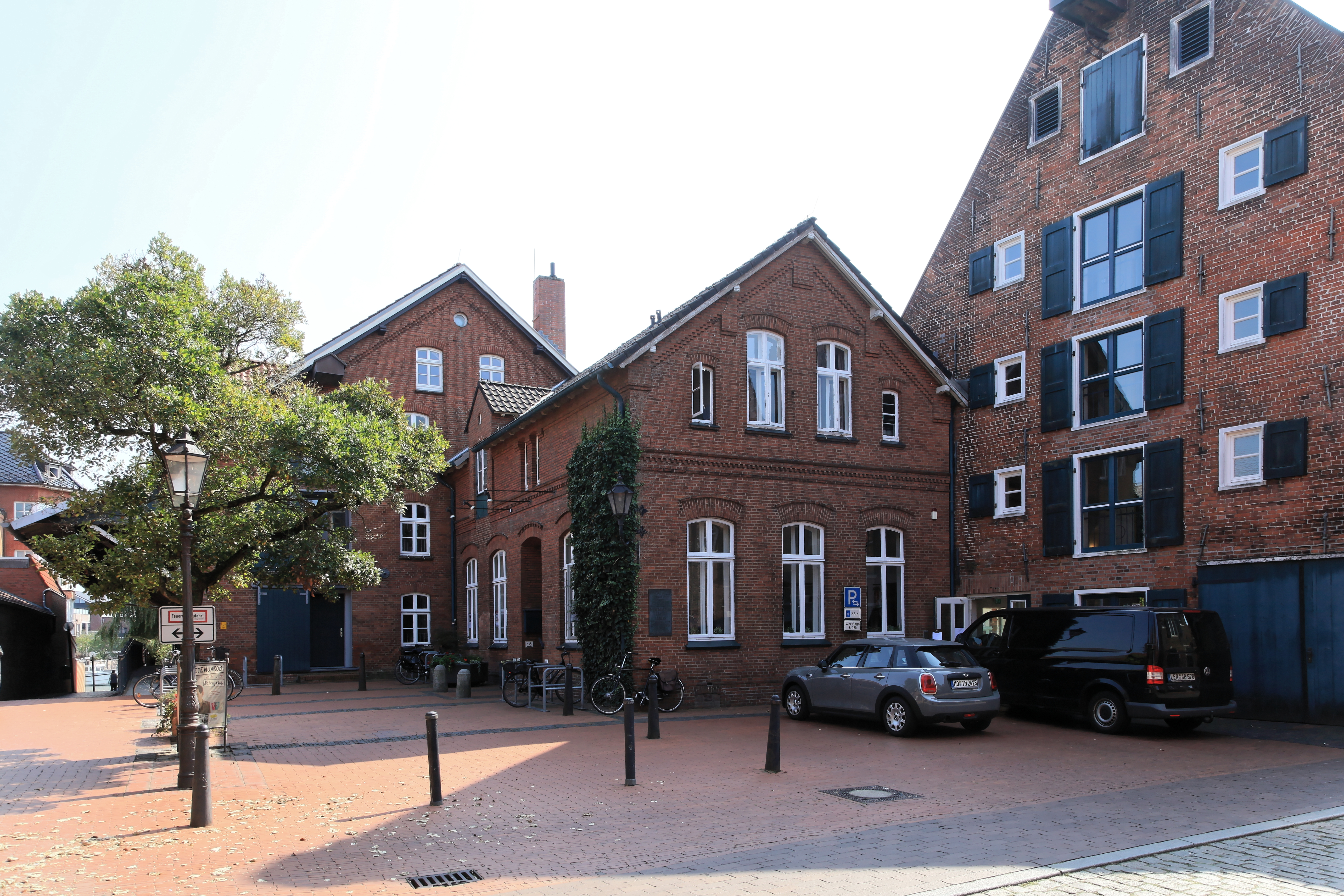
Bibliotheek (Hermann-Tempel-Haus) en cultuurschuur
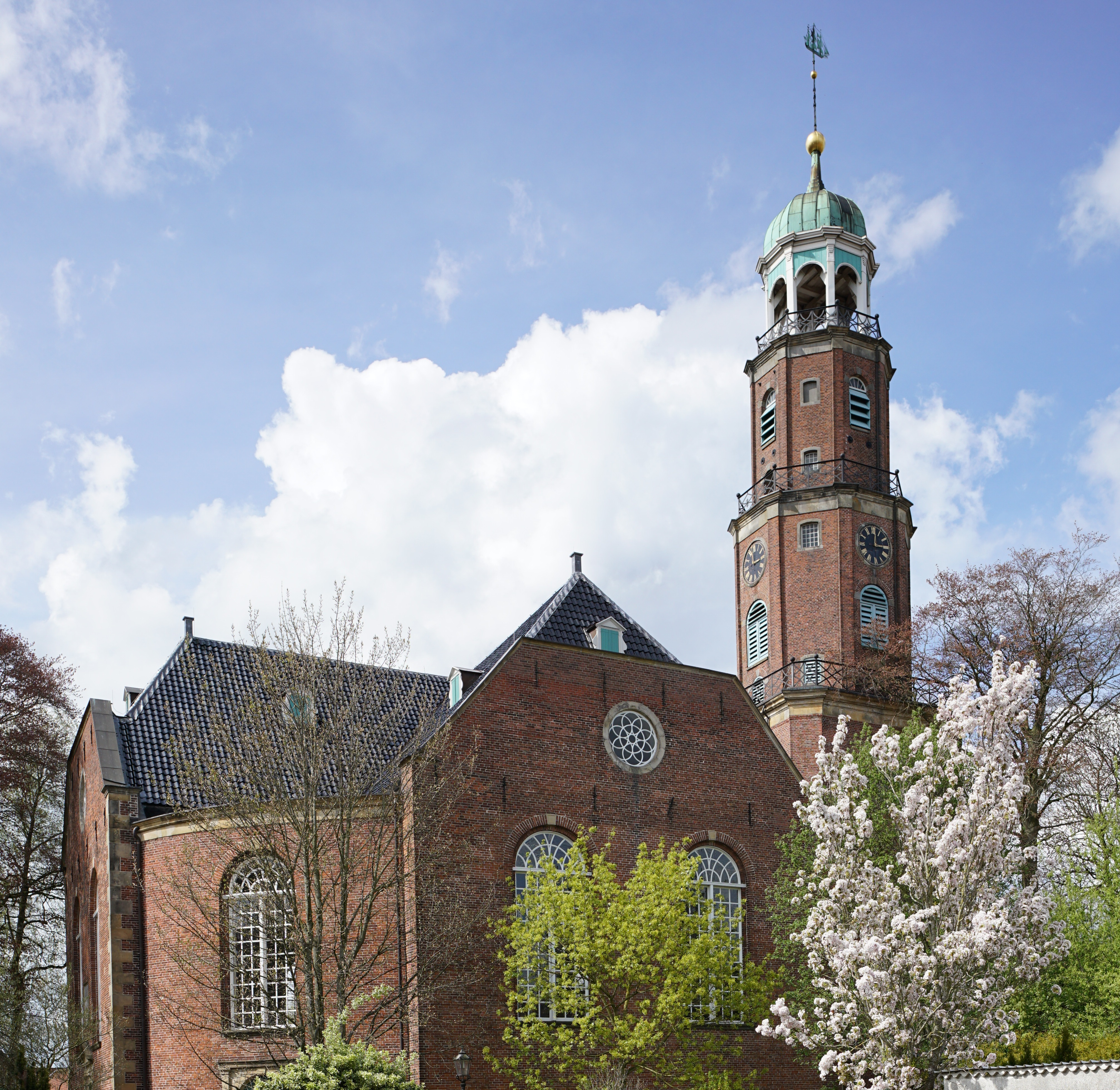
Grote Kerk, Leer
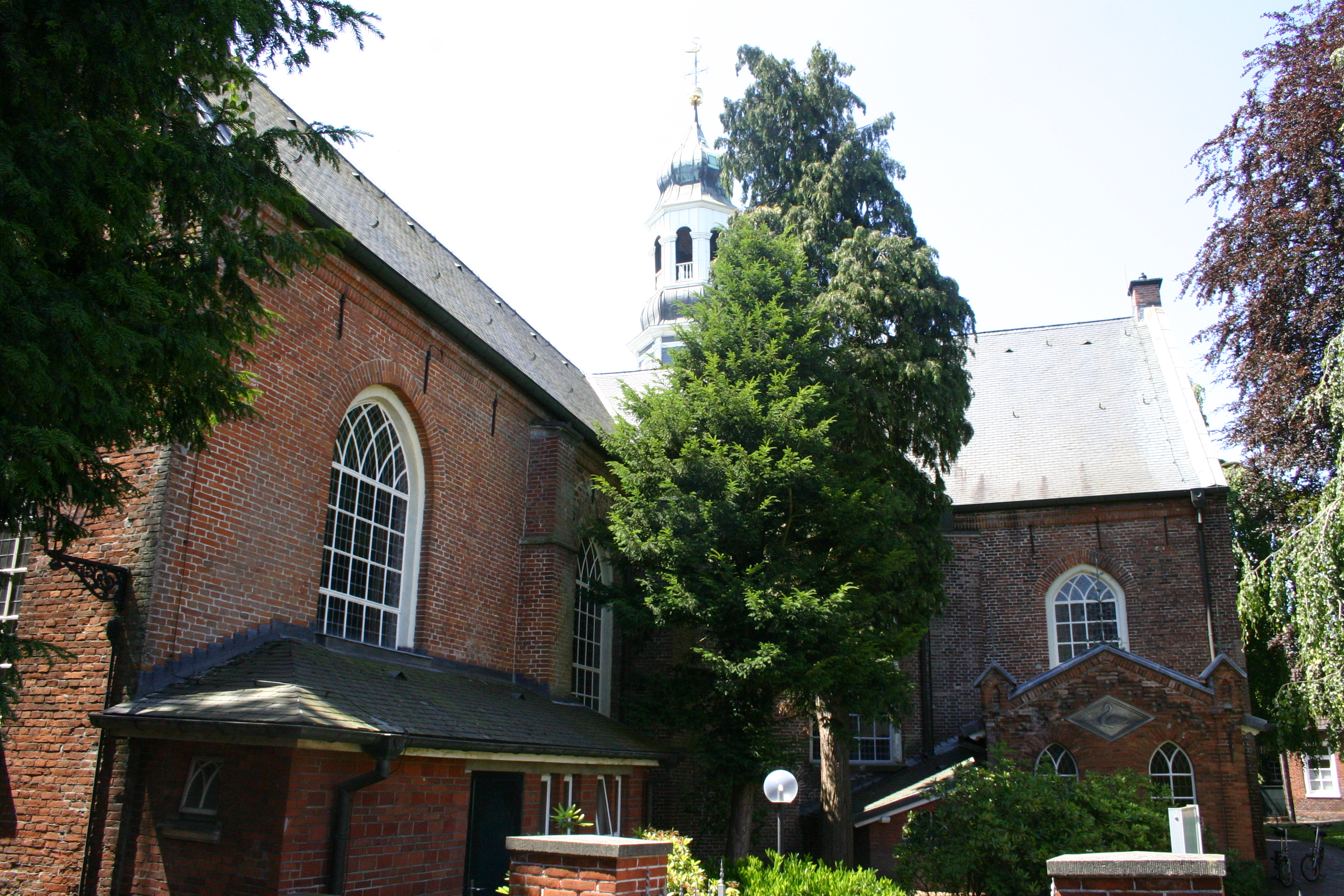
Lutherkerk, Leer
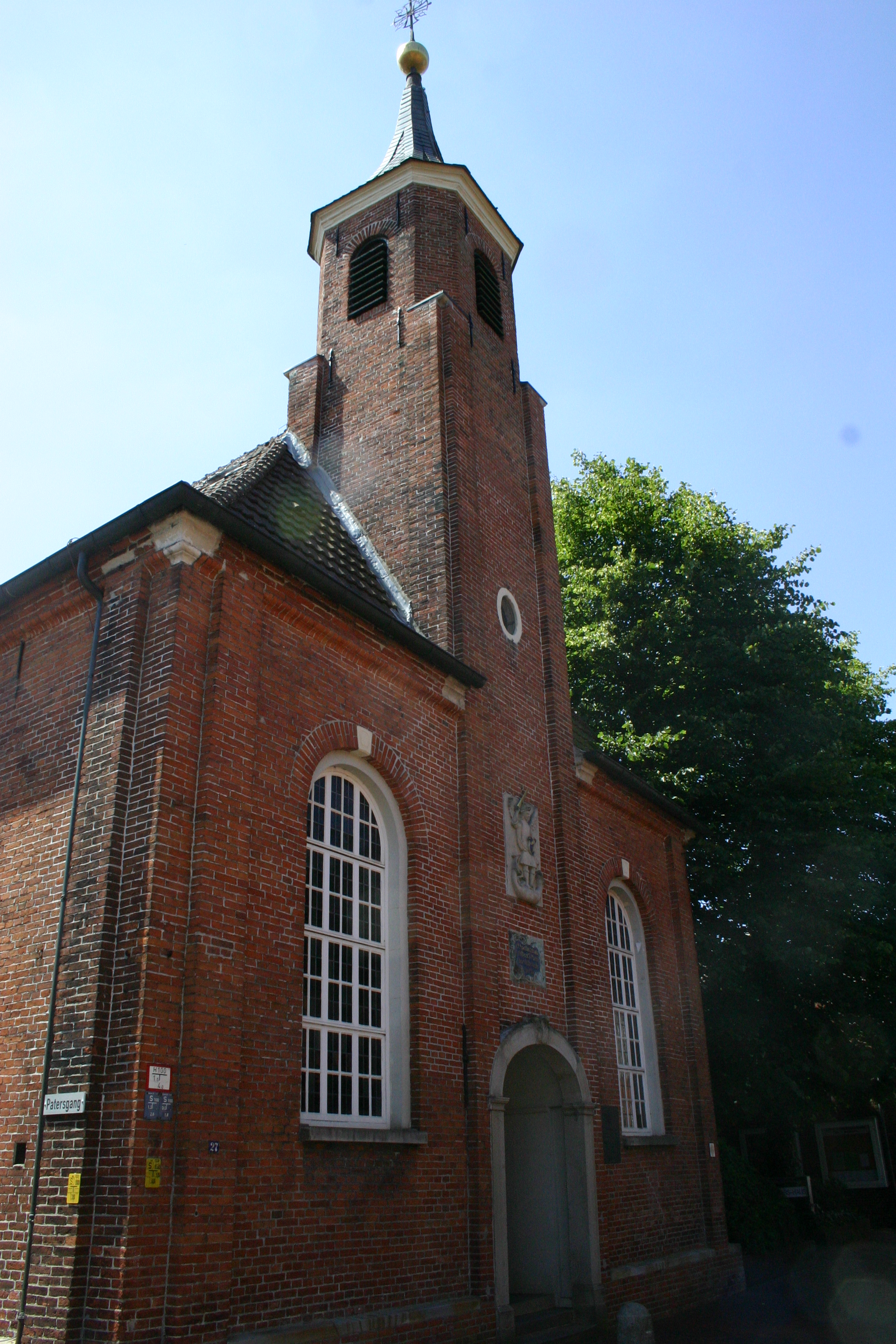
St. Michaëlkerk, Leer
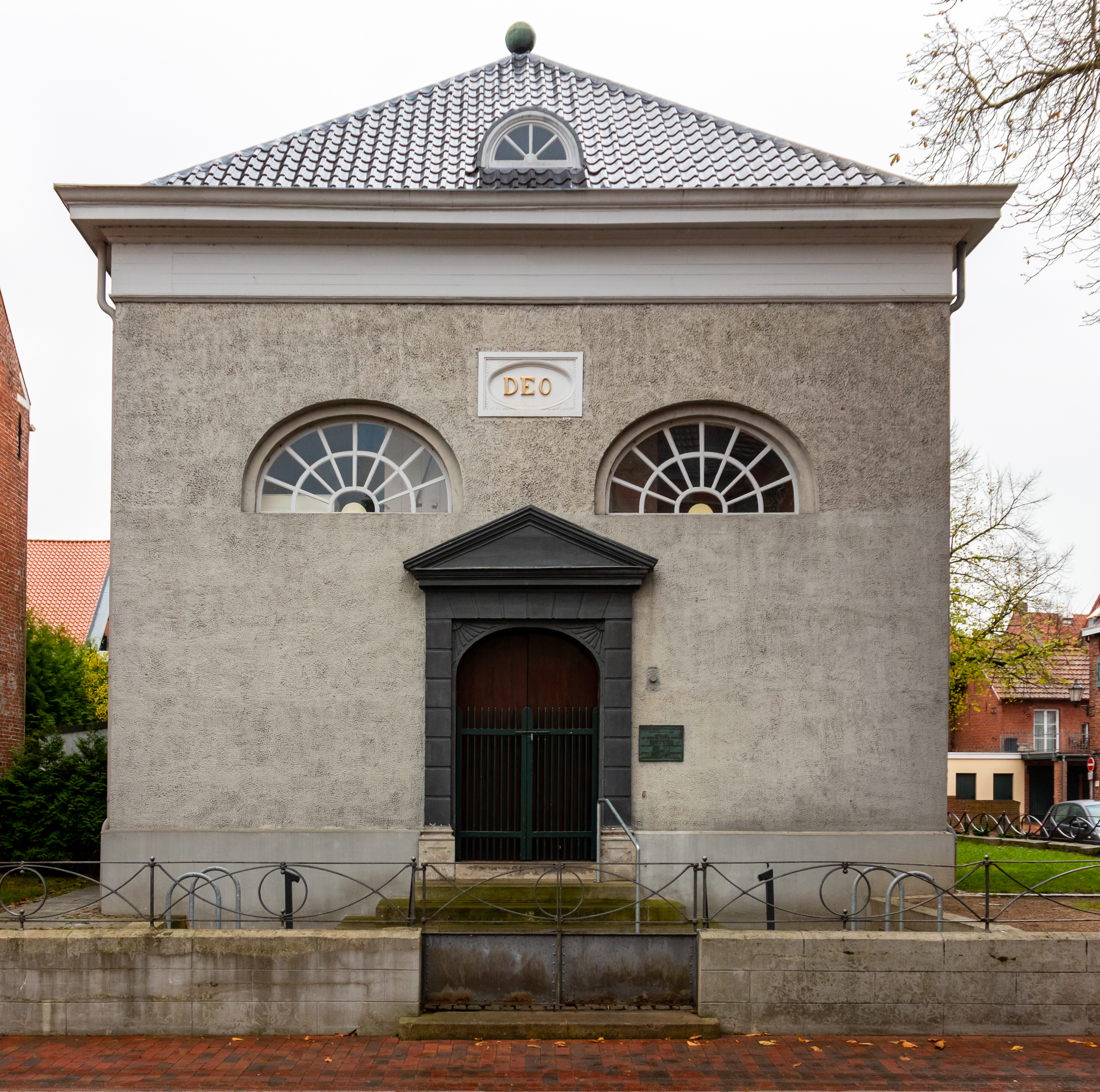
Mennonietenkerk, Leer
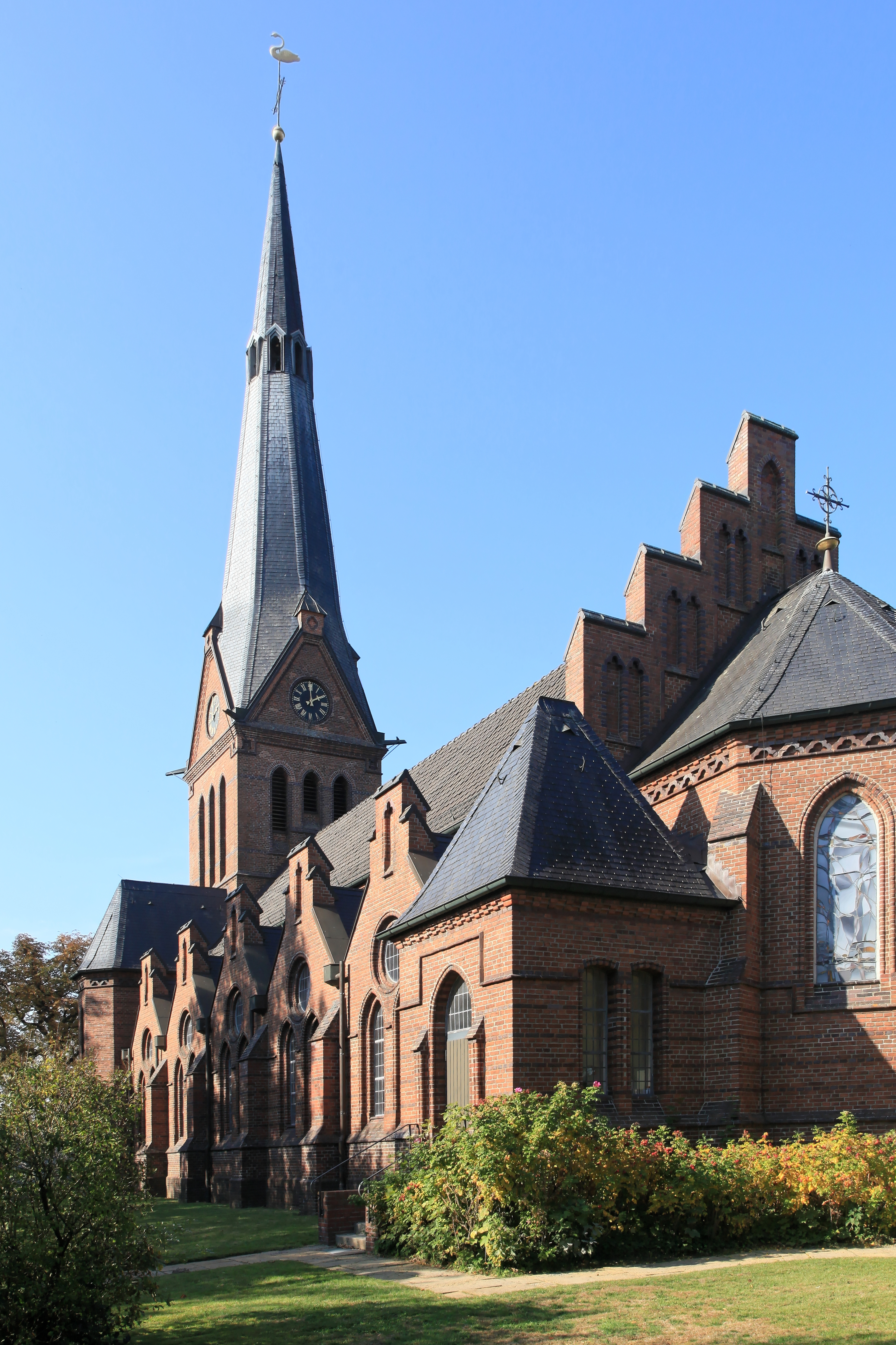
Vredeskerk, Loga
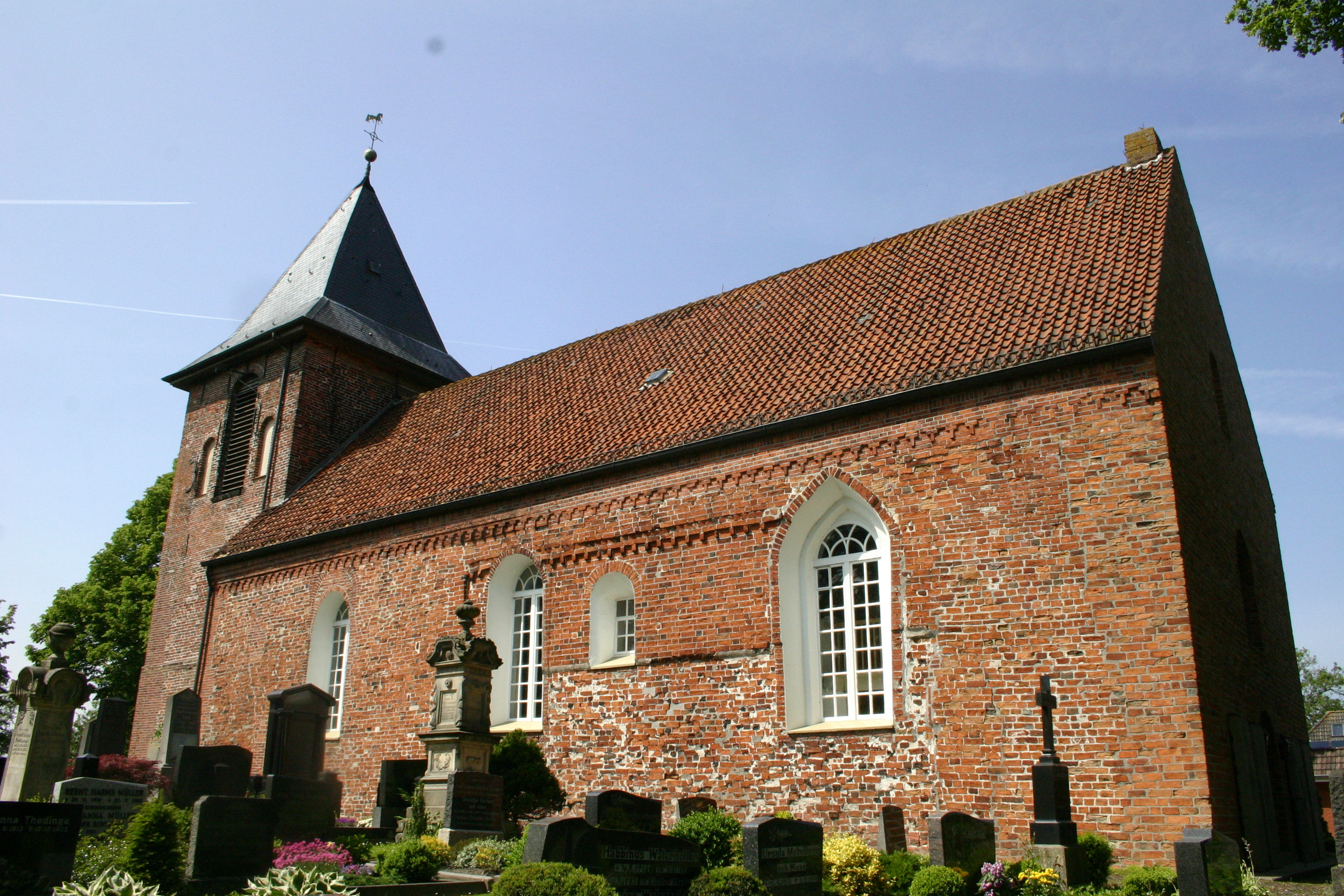
St.Pieterskerk, Nüttermoor
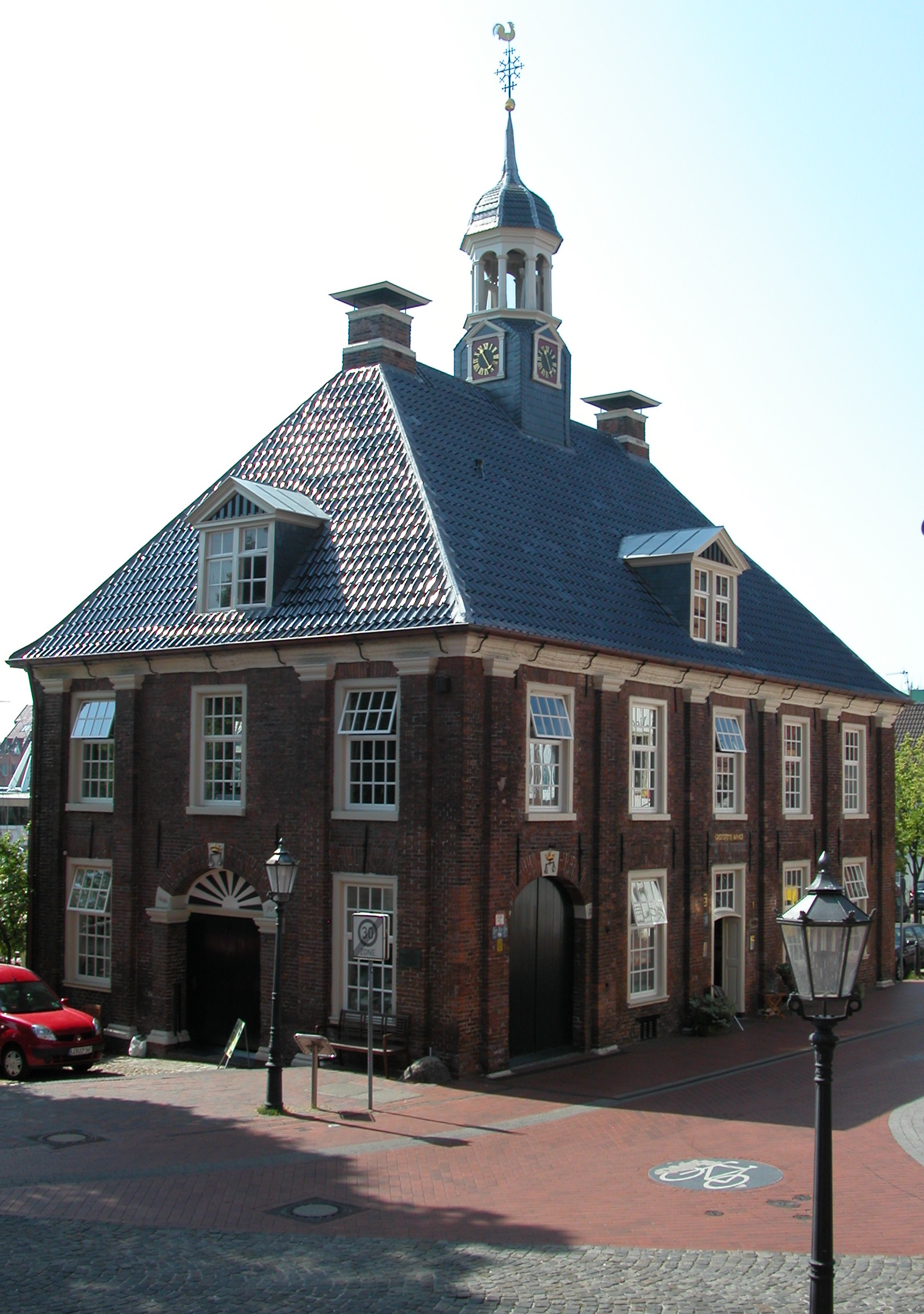
Oude Waag (1714; in gebruik als restaurant)
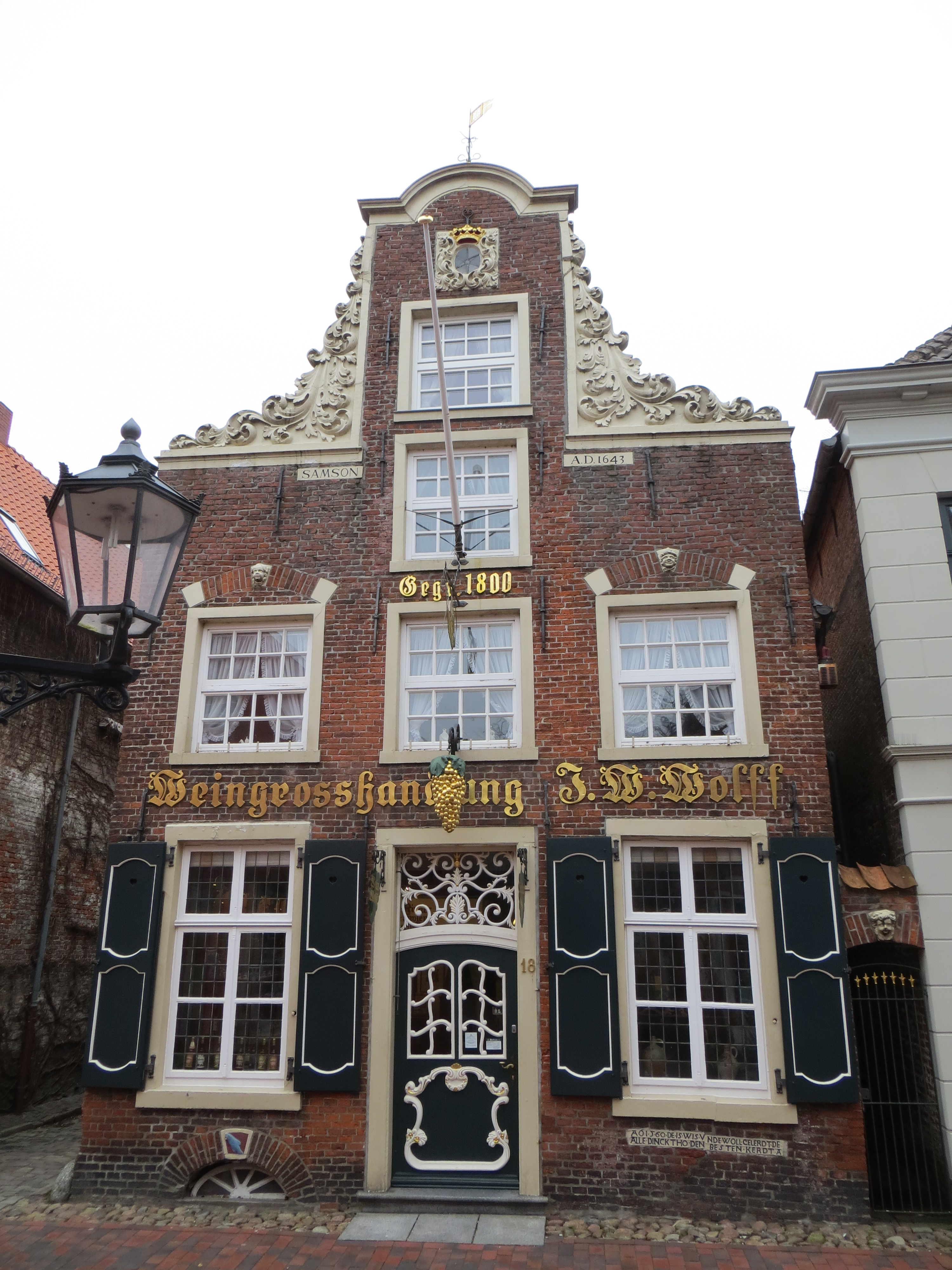
Haus Samson (1643)
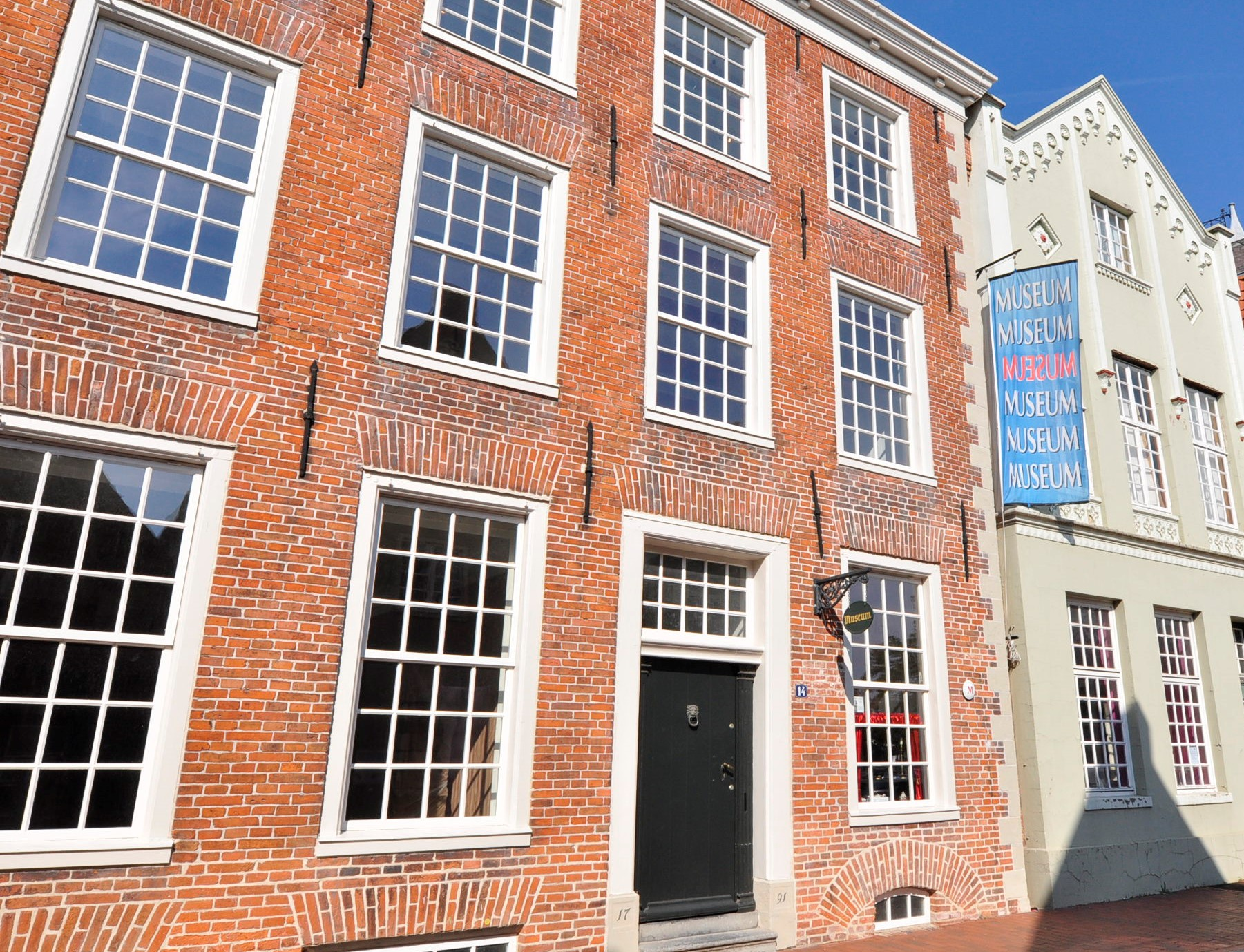
Neue Straße 12-14 (Heimatmuseum Leer)
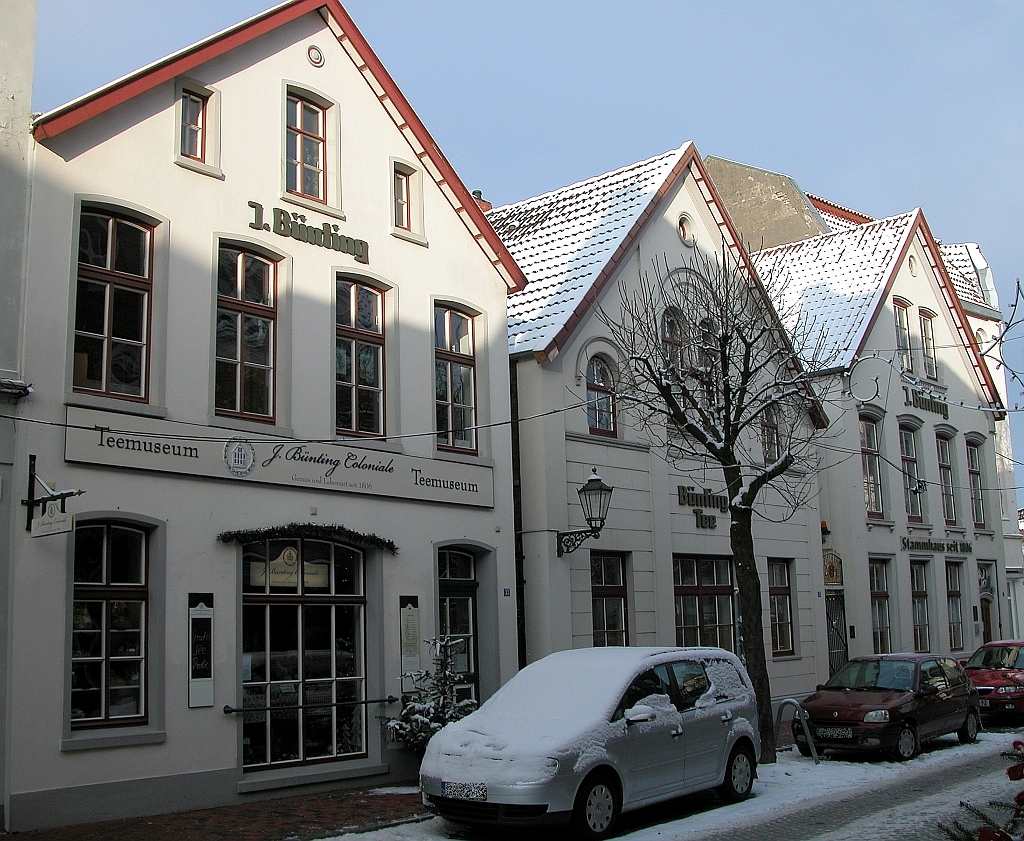
Bünting-huizen (19e-eeuws) met theemuseum
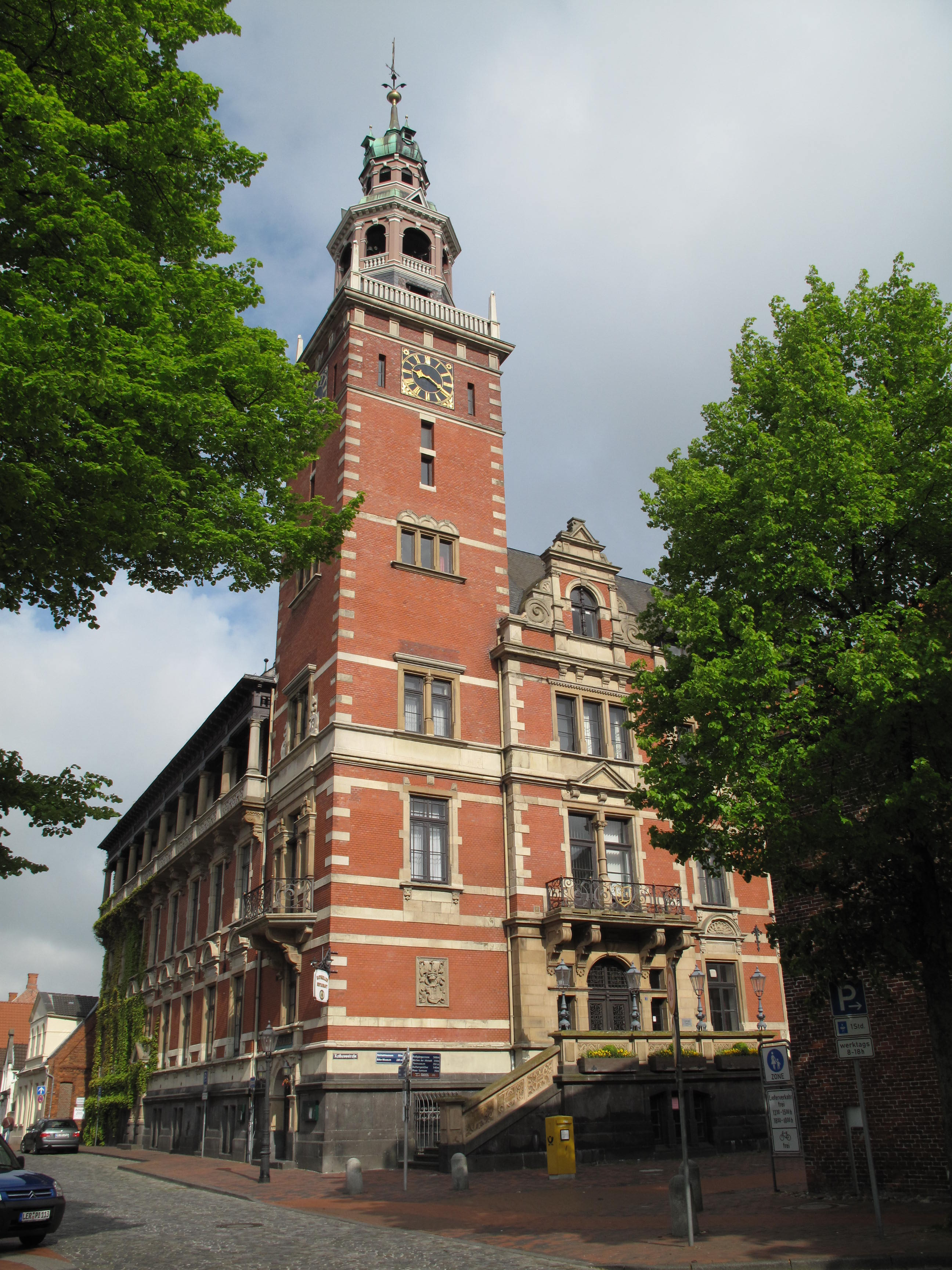
Stadhuis
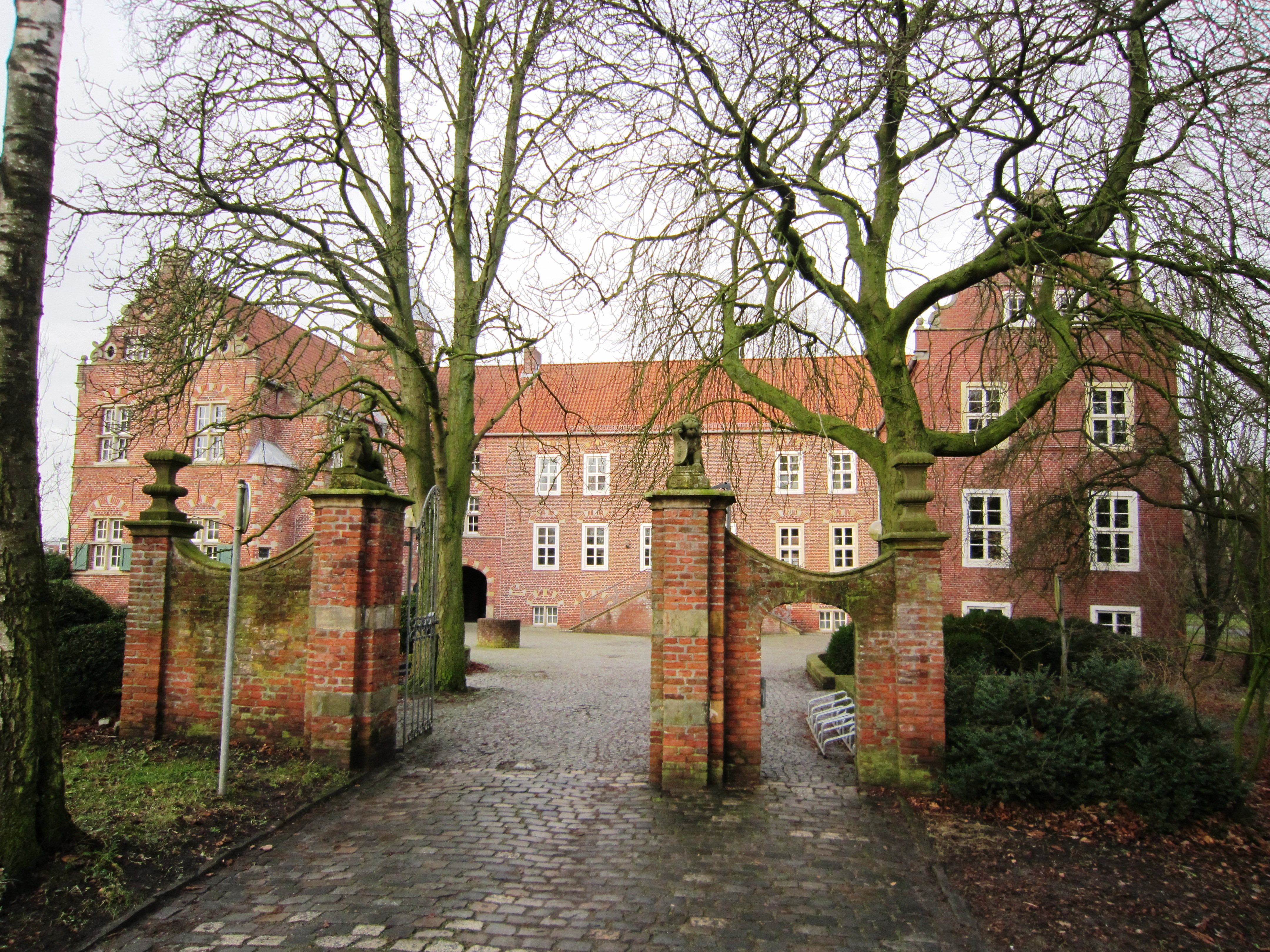
De Haneburg
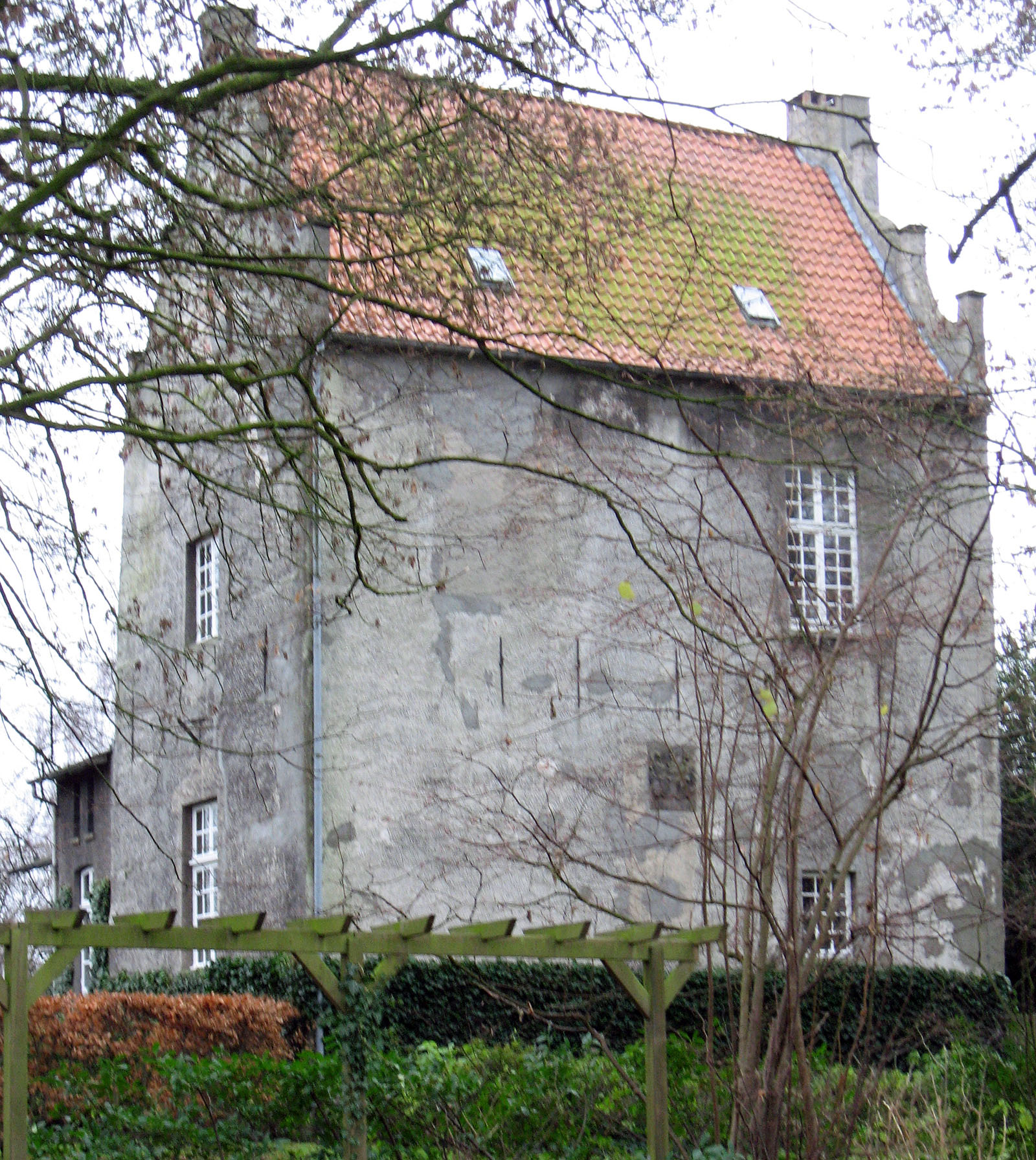
De Harderwykenburg
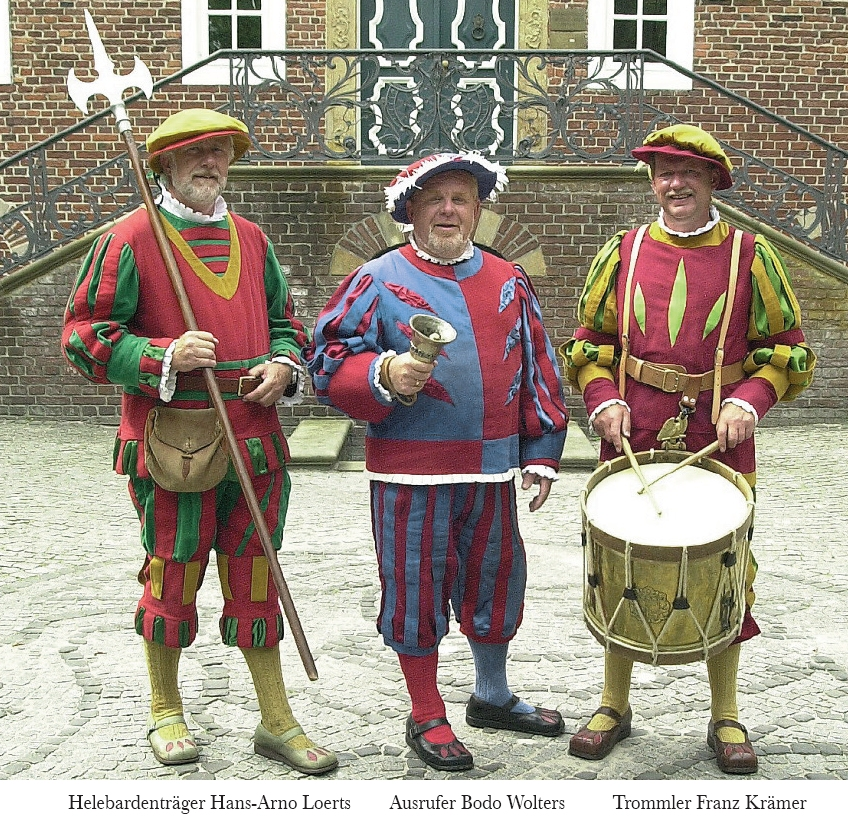
Herauten in traditioneel kostuum bij het aankondigen van de jaarlijkse Galli-Markt

## Belangrijke personen in relatie tot de gemeente

### Geboren in Leer
- Antje Nagel (circa 1744–1815), stadsvroedvrouw van Gouda
- Petrus Hofstede de Groot (1802-1886), Nederlandse theoloog
- Wilhelmine Siefkes (1890 — 1984), schrijfster
- H.P. Baxxter (1964), muzikant en leadzanger van de raveband Scooter
- Okka Rau (1977), beachvolleyballer

### Overigen
- Hendrik I van Brunswijk-Wolfenbüttel (24 juni 1463 - gesneuveld bij Leerort, 23 juni 1514)
- Hermann Tempel (1889-1944), Duits SPD-politicus, was voor de Tweede Wereldoorlog ook te Leer actief; het gebouw van de openbare Bibliotheek van Leer is in 1979 naar hem genoemd.
- Josef Piontek voetbalde tot zijn 18e jaar jarenlang bij VfL Germania Leer.

## Partnergemeentes
Er bestaan jumelages met:
- Elbląg, Polen
- Trowbridge, Engeland